# Complexe Proletarka

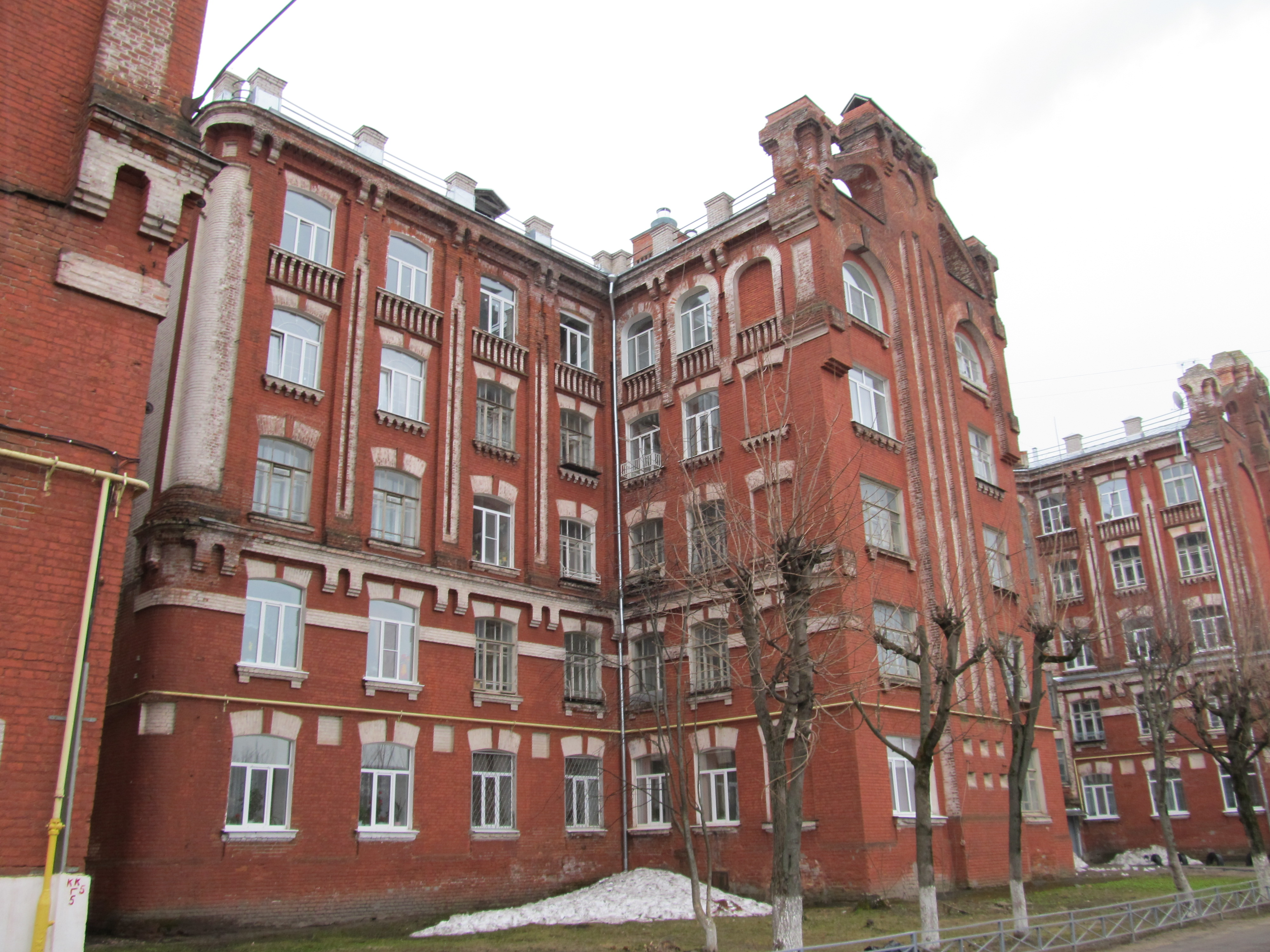
Un édifice à logements ouvriers.

Le complexe Proletarka (en russe : Двор Пролетарки, « cour prolétaire »), ou cité Morozovski (en russe : Морозовского городка), est une cité ouvrière russe située à Tver. La cité a été construite aux XIXe et XXe siècles pour loger les travailleurs de l’usine textile de la riche famille Morozov. Après la révolution bolchevique, l’usine a été nationalisée au sein du combinat Proletarka.

## Description
Véritable ville dans la ville, plus de cinquante édifices comprennent des logements, des magasins, une bibliothèque, le théâtre du Peuple, un hôpital, une caserne de pompiers et un commissariat. Il y a également deux piscines. Elle a compté jusqu’à quinze mille habitants.
Une rue centrale courant approximativement du nord au sud sépare la cité en deux parties inégales. Les édifices publics et à usage communautaire se trouvent pour la plupart à l’Est et les logements se trouvent à l’Ouest. La cité est bordée par des voies ferrées et la gare Proletarskaïa au Sud-Ouest et à l’Ouest et par la rivière Tmaka, affluent de la Volga, au Nord. La cité était entourée de murs et accessible par deux portes.
Son architecture majestueuse en briques rouges surlignées de blanc évolue progressivement du néo-gothique vers un style moderne en vogue dans les années 1910. La cité est reconnue objet patrimonial culturel de Russie d’importance régionale depuis le 9 février 1989,. Deux édifices parmi les plus remarquables sont l’édifice de logements surnommé « Paris », au Sud, et le théâtre du Peuple.
La cité se dégrade fortement depuis la fermeture de l’usine dans les années 1990, la population est tombée à plusieurs centaines d’habitants. À l’extérieur, les vitres brisées, les fenêtres murées, les gouttières brisées sont nombreuses, des plantes poussent dans les murs. Les briques des façades tombent par endroits sur de larges surfaces, jusqu’à l’effondrement total du mur comme sur le bâtiment numéro 48. D’un bâtiment à un étage ne restent plus que les murs.
À l’intérieur, souvent, les murs sont décrépis et moisis, les sols dégradés, les tuyaux rouillés. L’intérieur de l’édifice numéro 48 s’est écroulé du quatrième au premier étage.

Vues d’ensemble et des édifices.
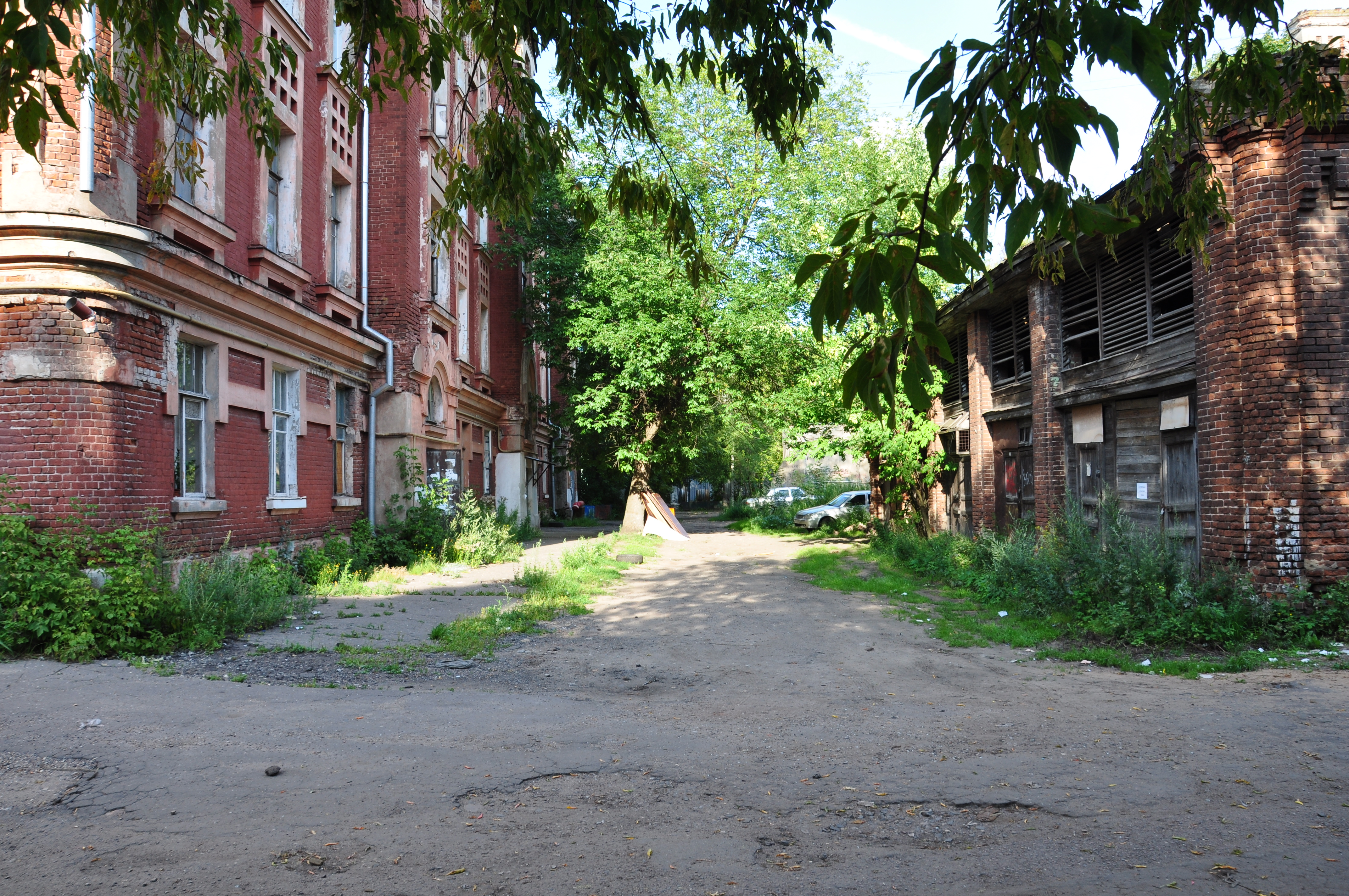
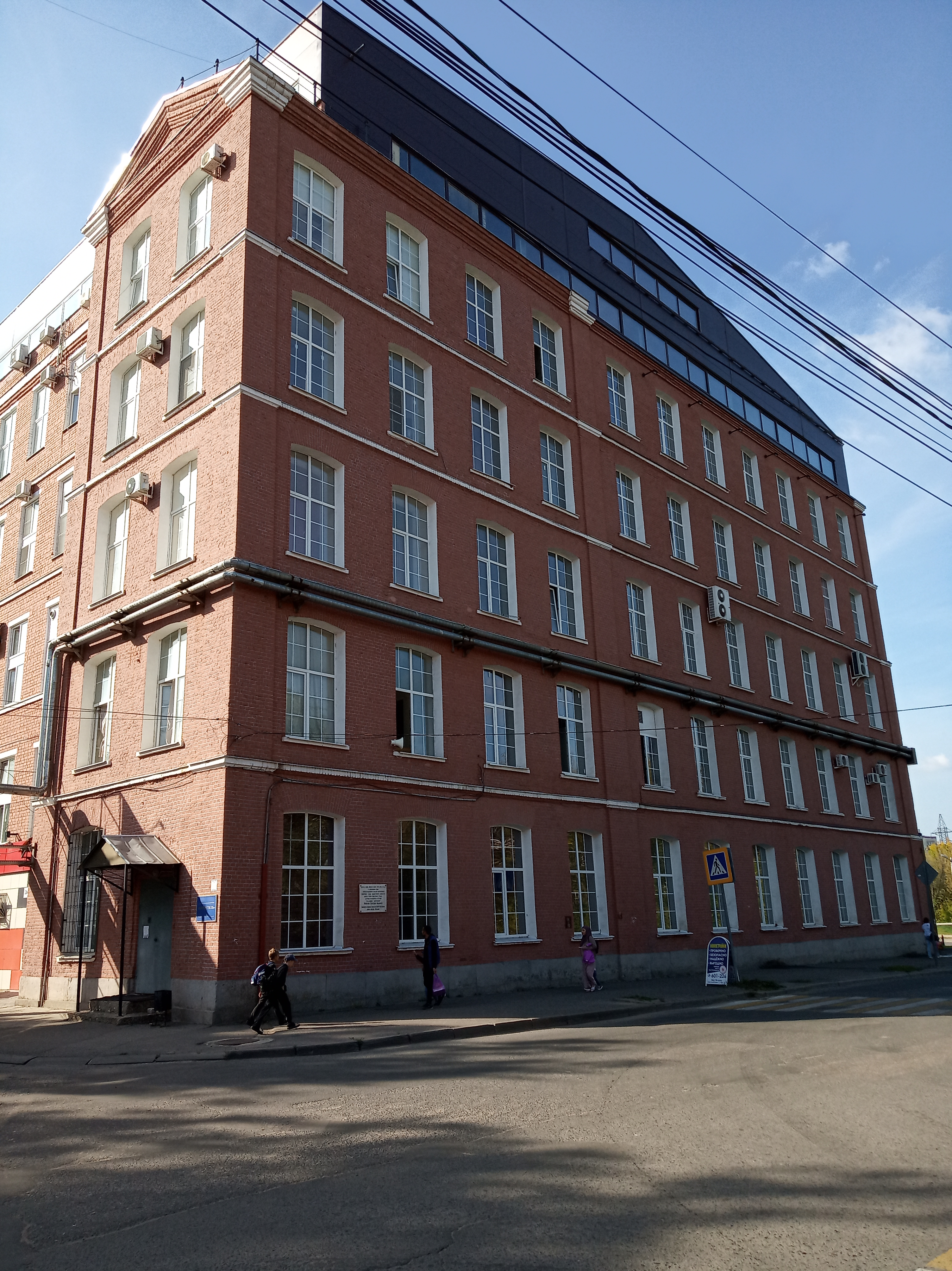
L’ancienne caserne rénovée et transformée en immeuble de bureaux.
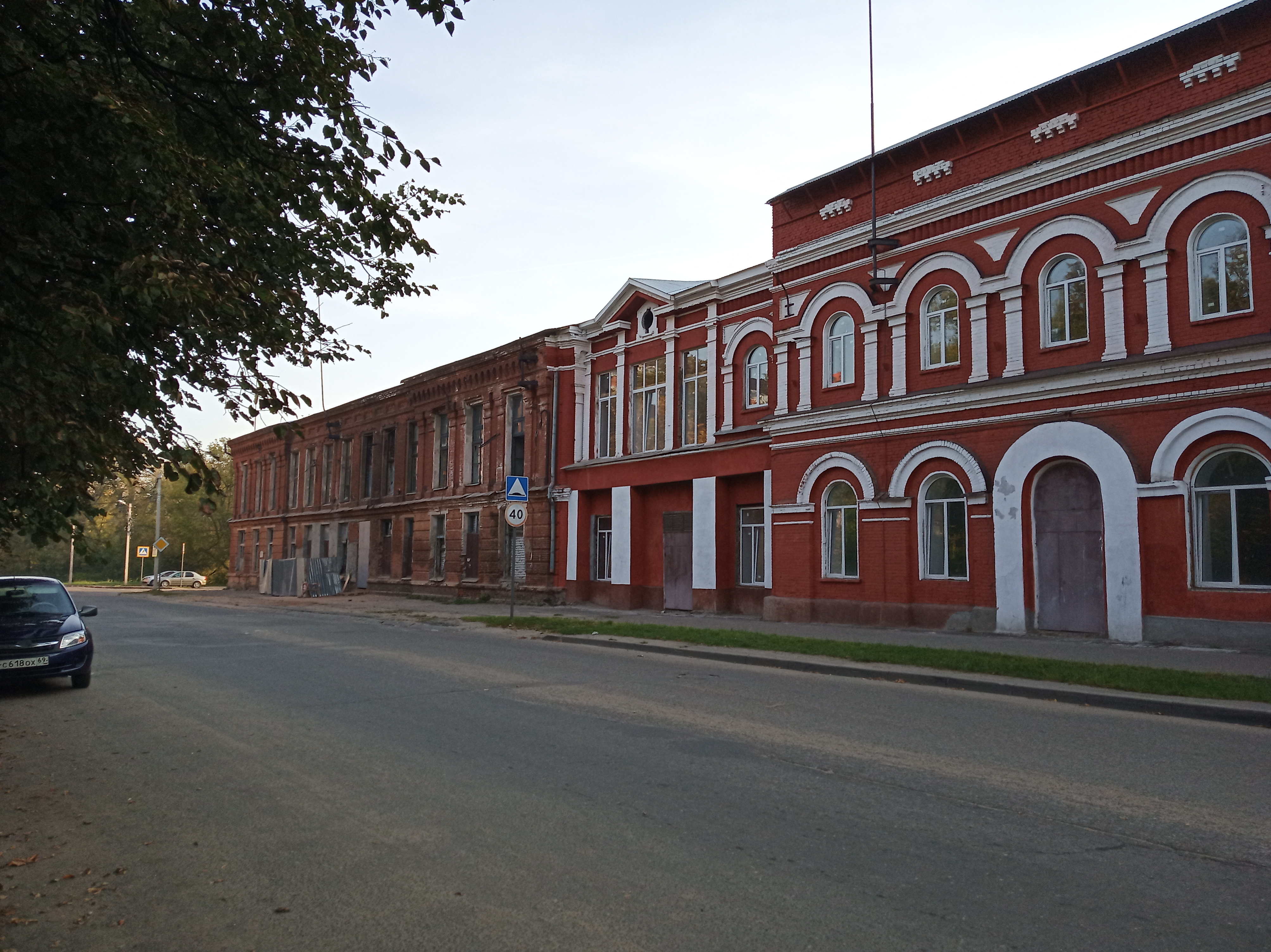
Un édifice rénové de la partie Est.
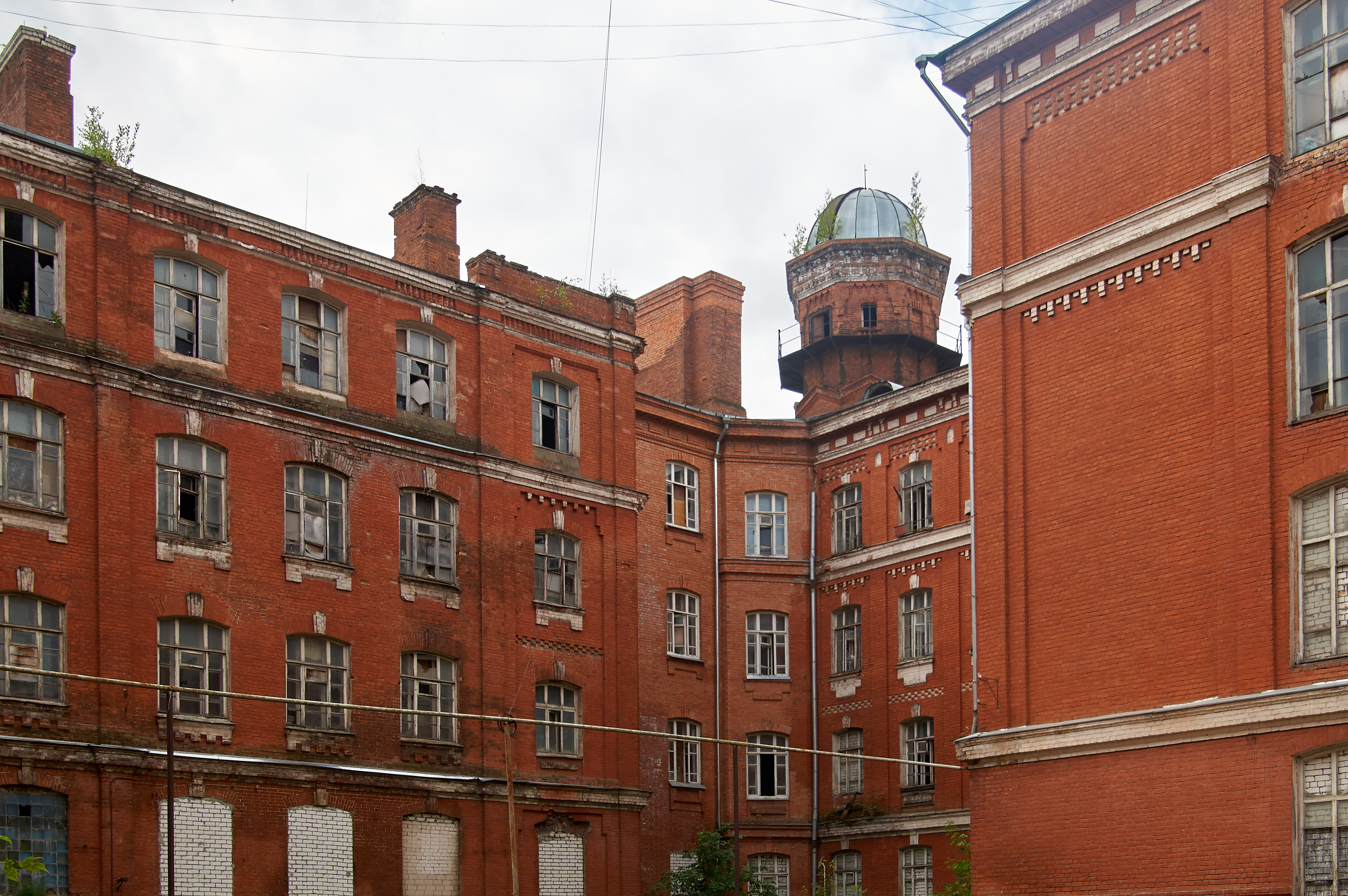
Les logements au numéro 48.
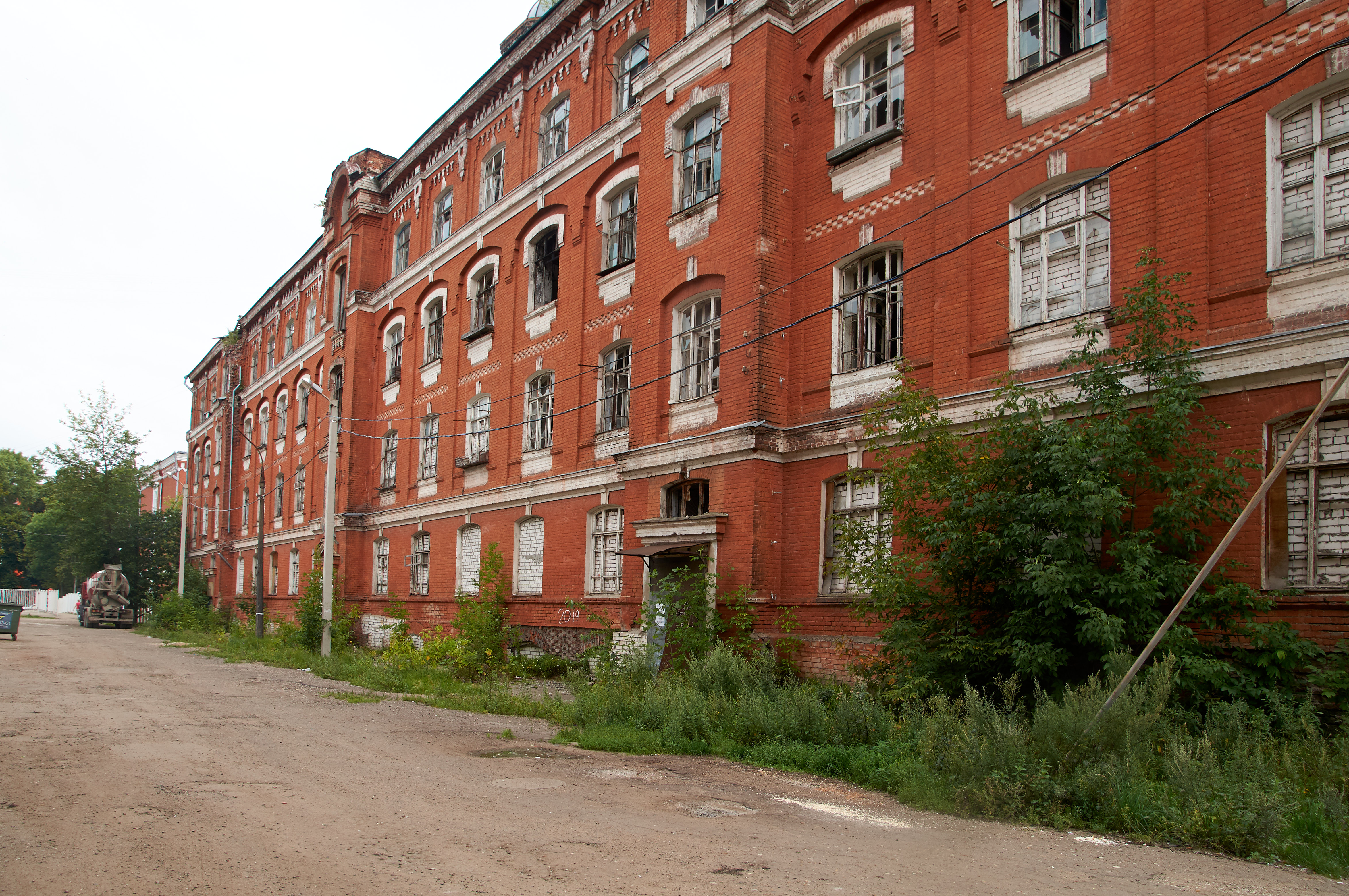
Les logements au numéro 48.
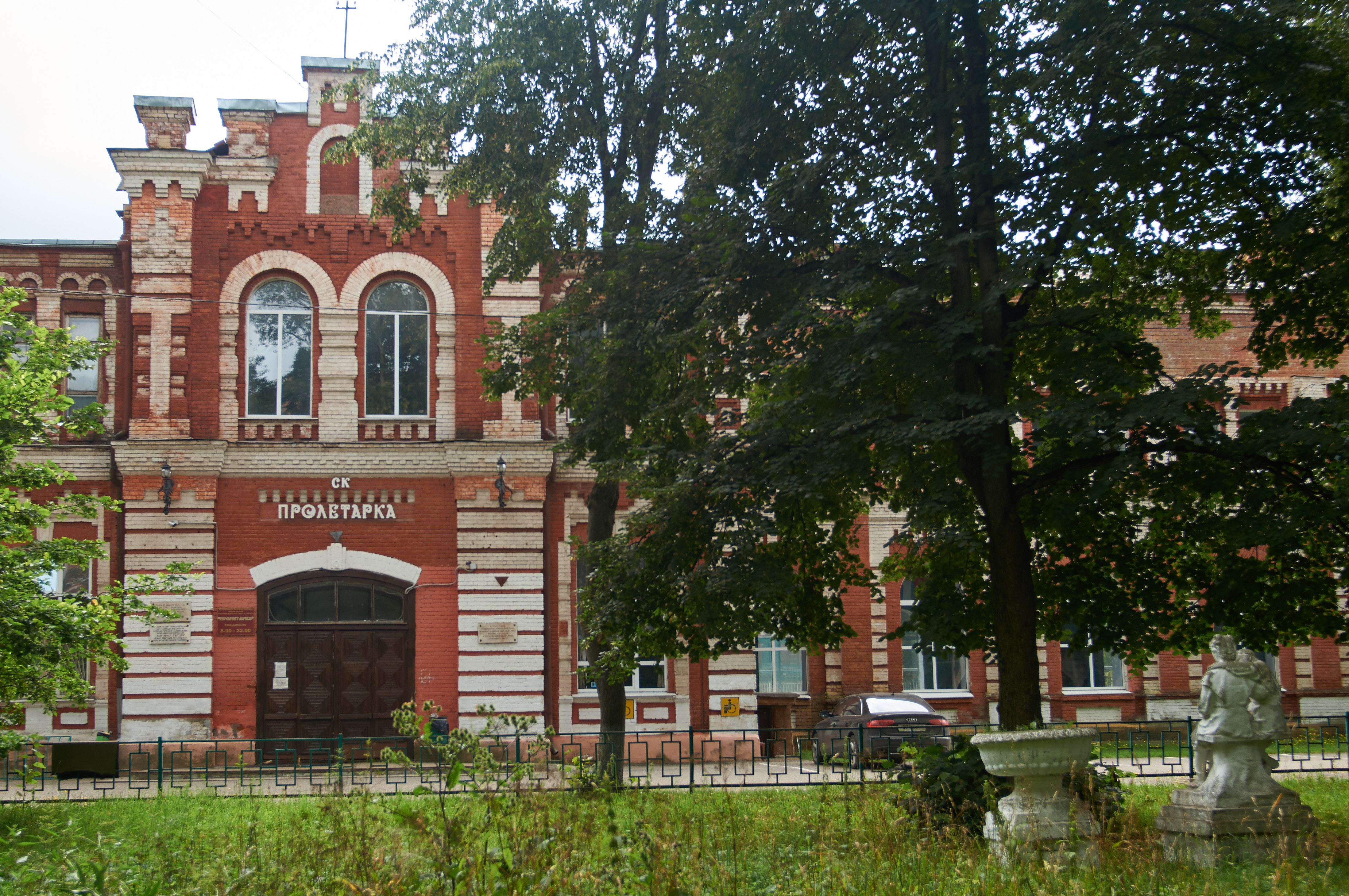
Le complexe sportif et la piscine.
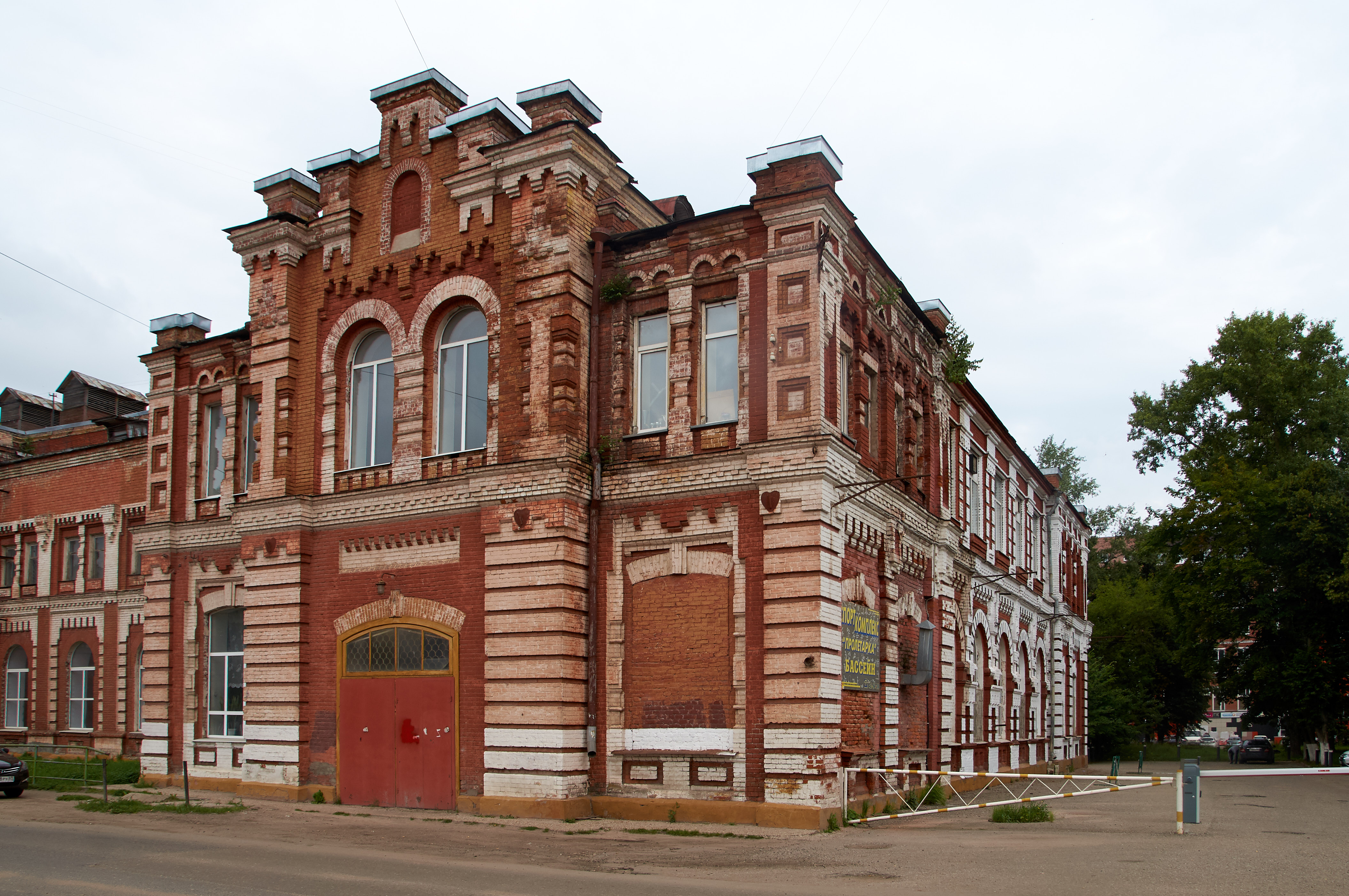
Le complexe sportif et la piscine.
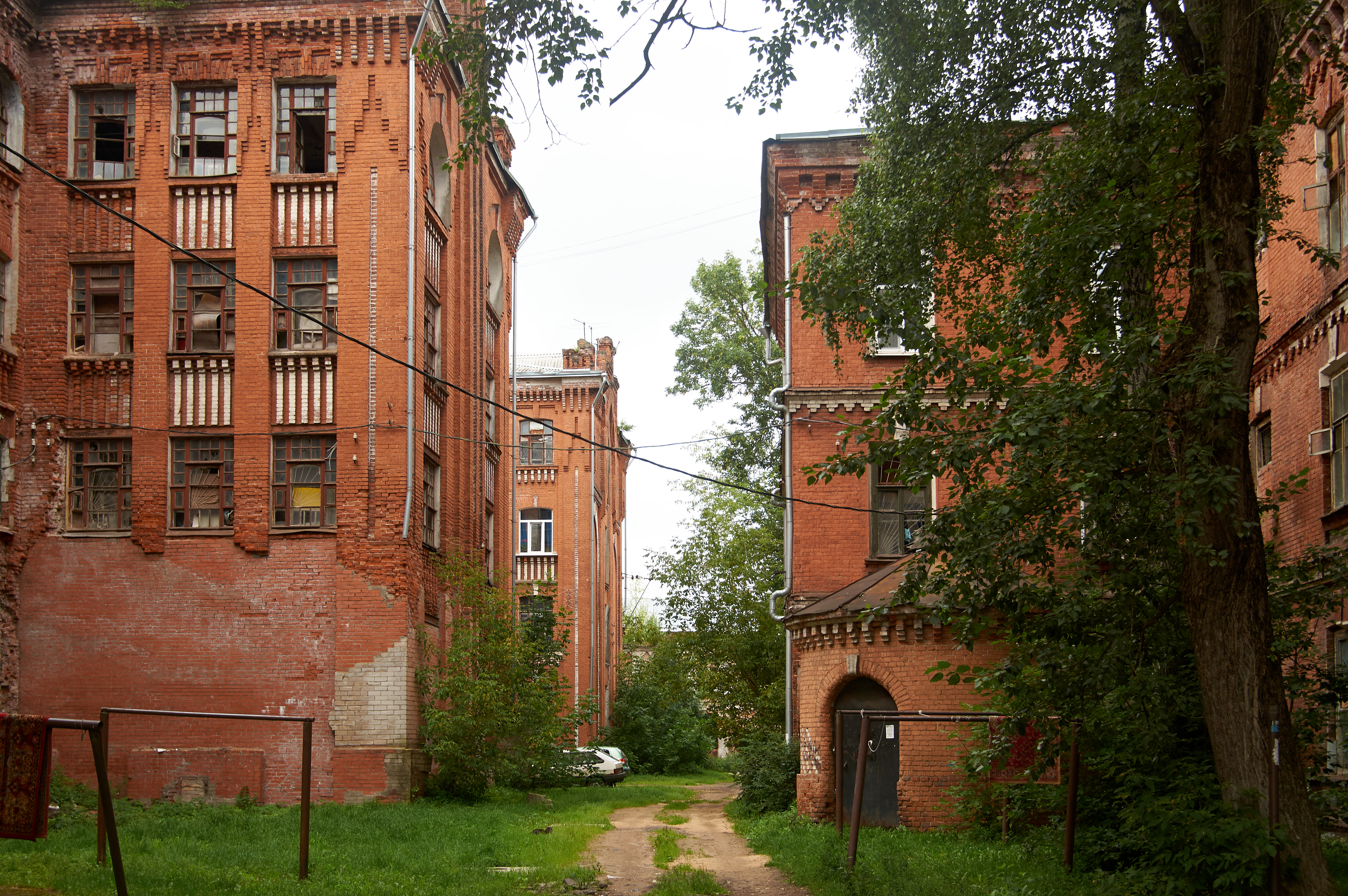
À gauche, le bas de l’ancienne façade ornée mais croulante a été réparée par un simple mur plein.
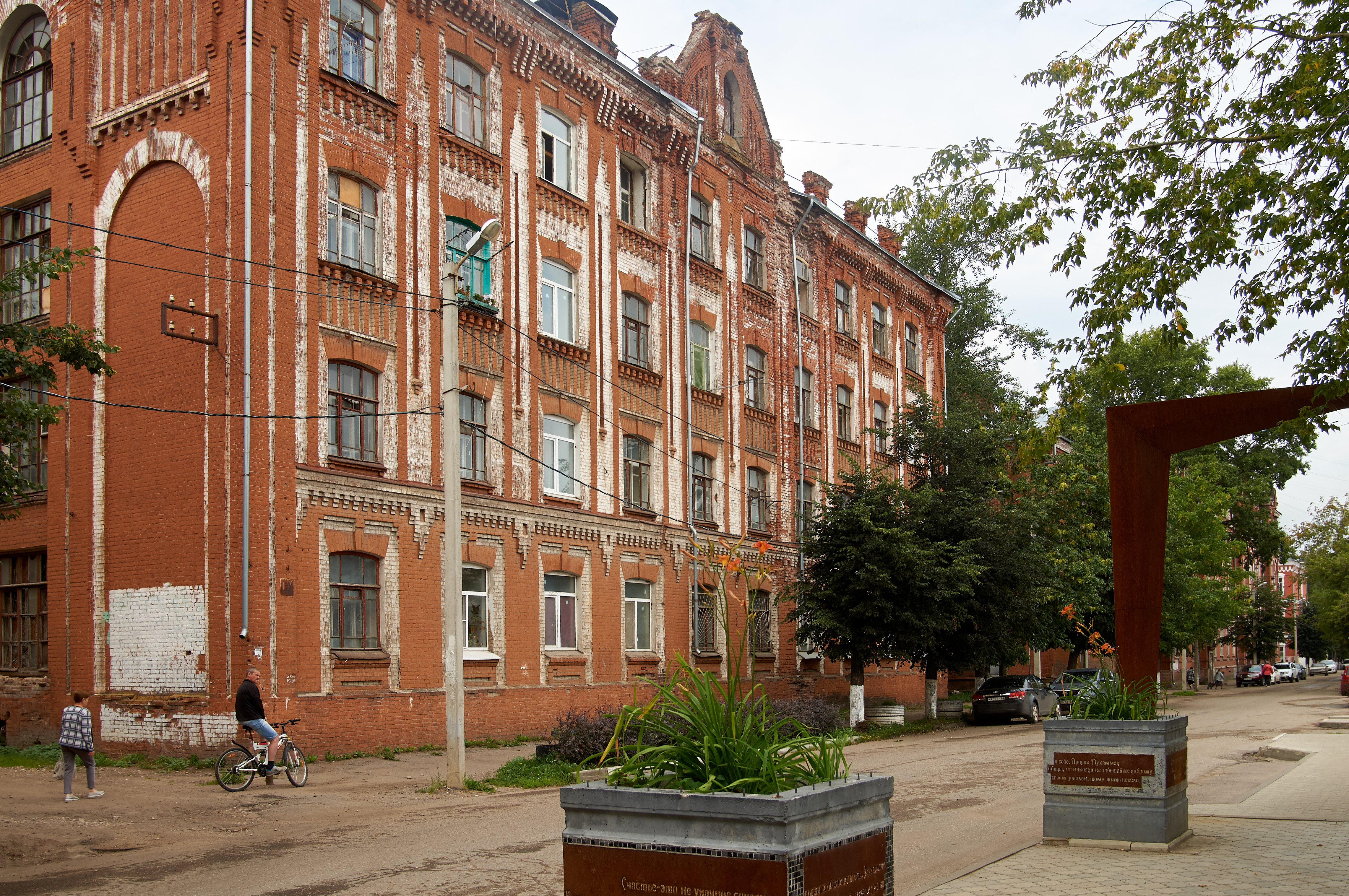
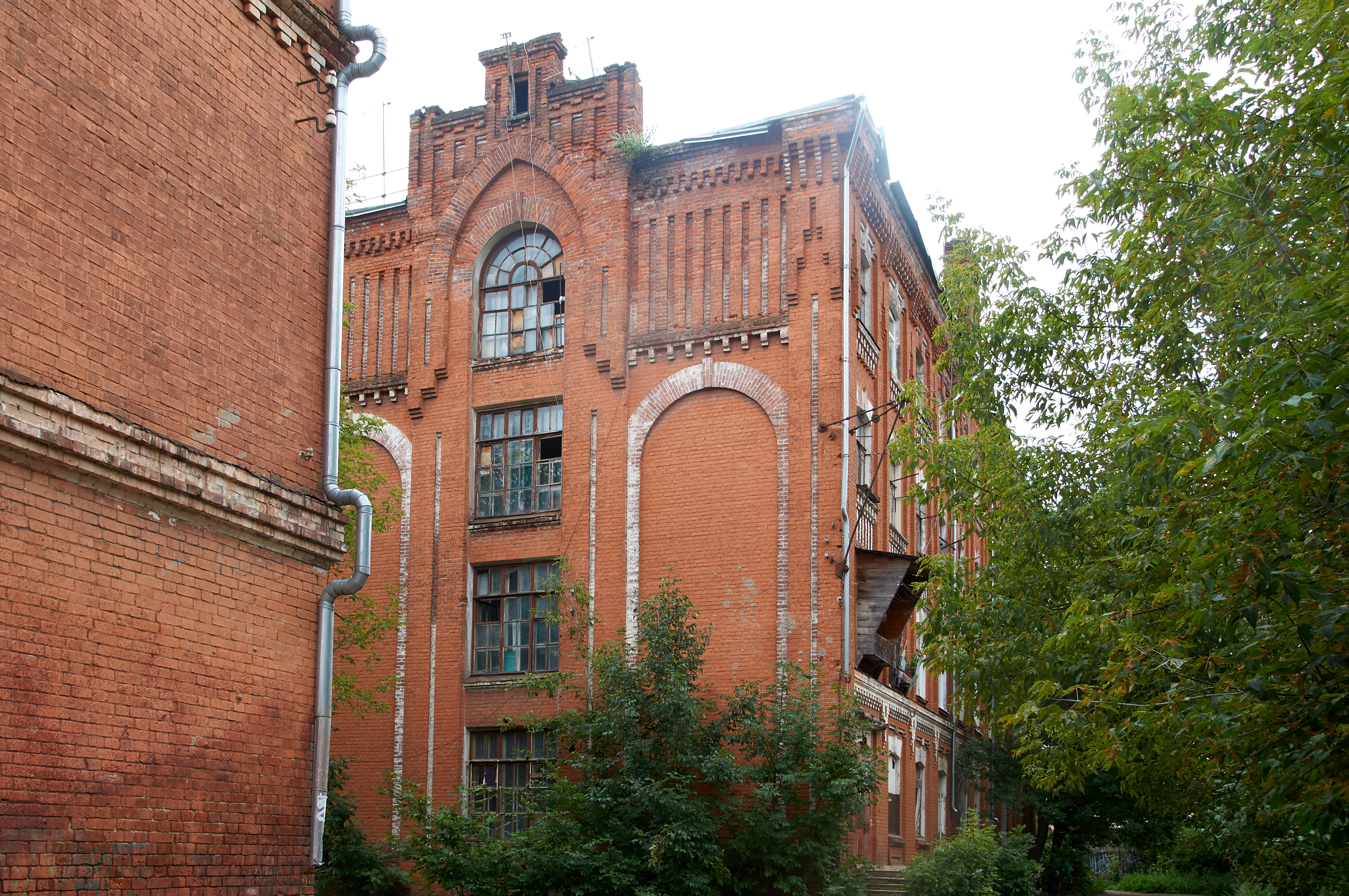
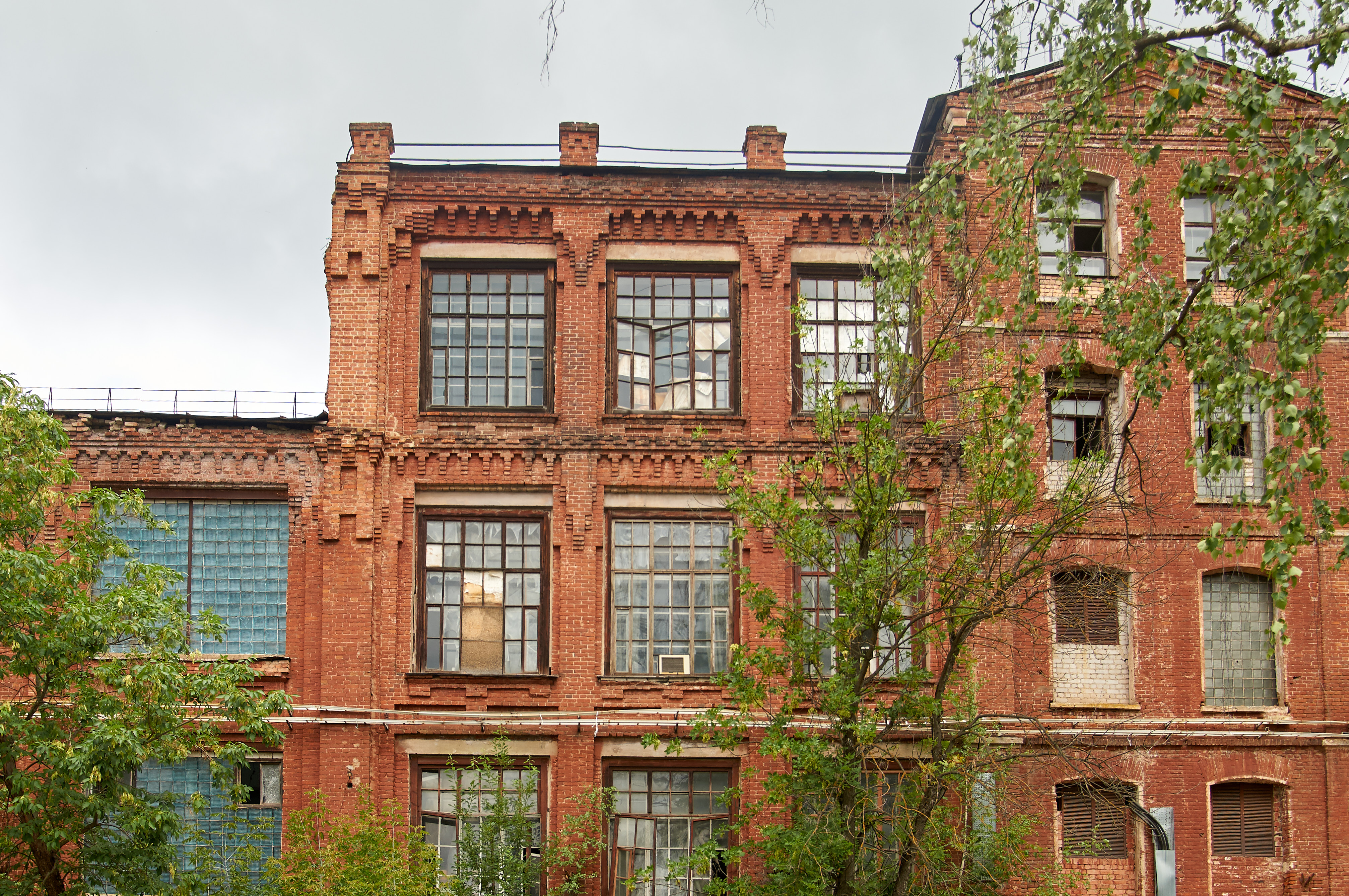
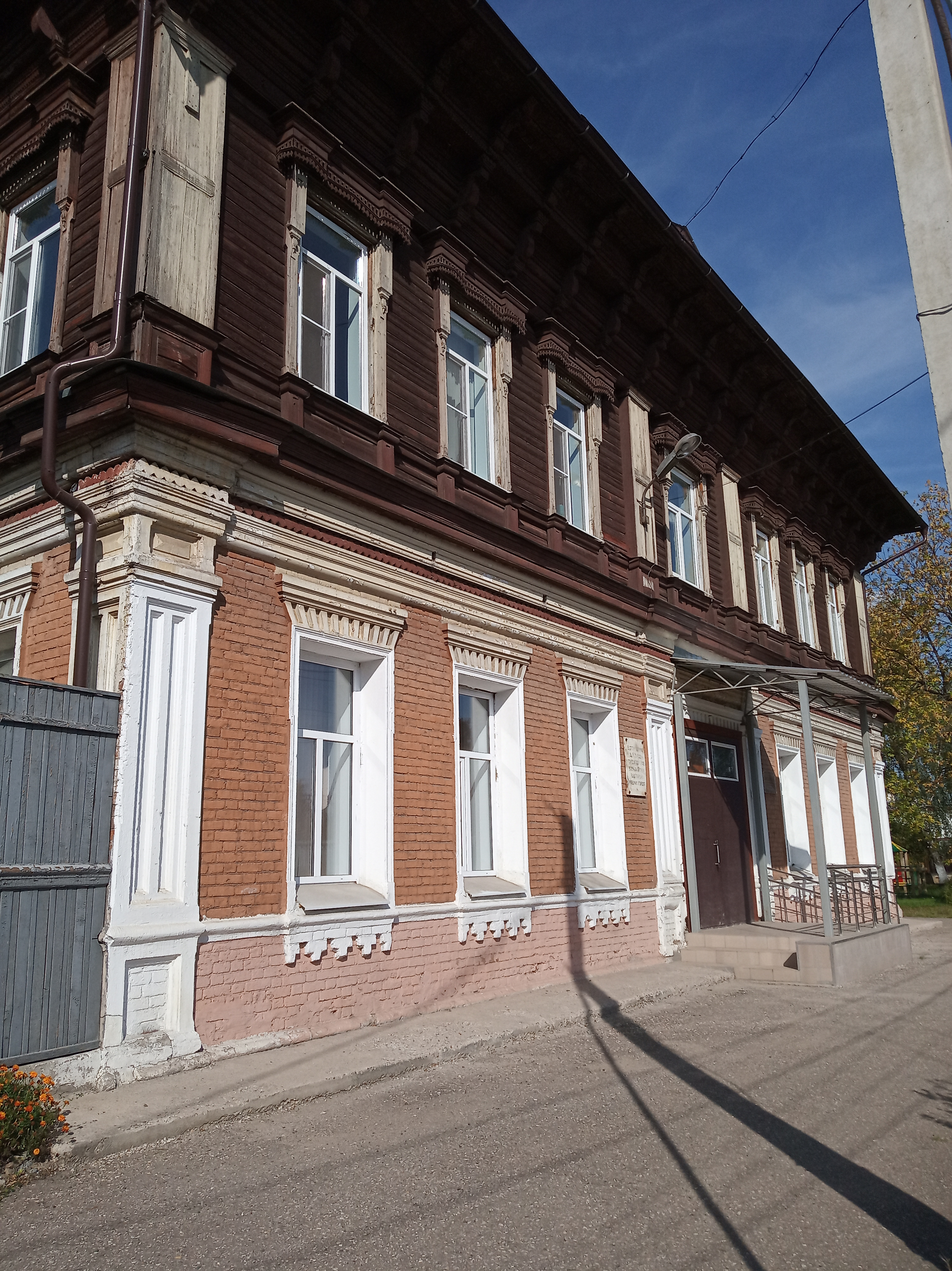

L’édifice surnommé « Paris ».
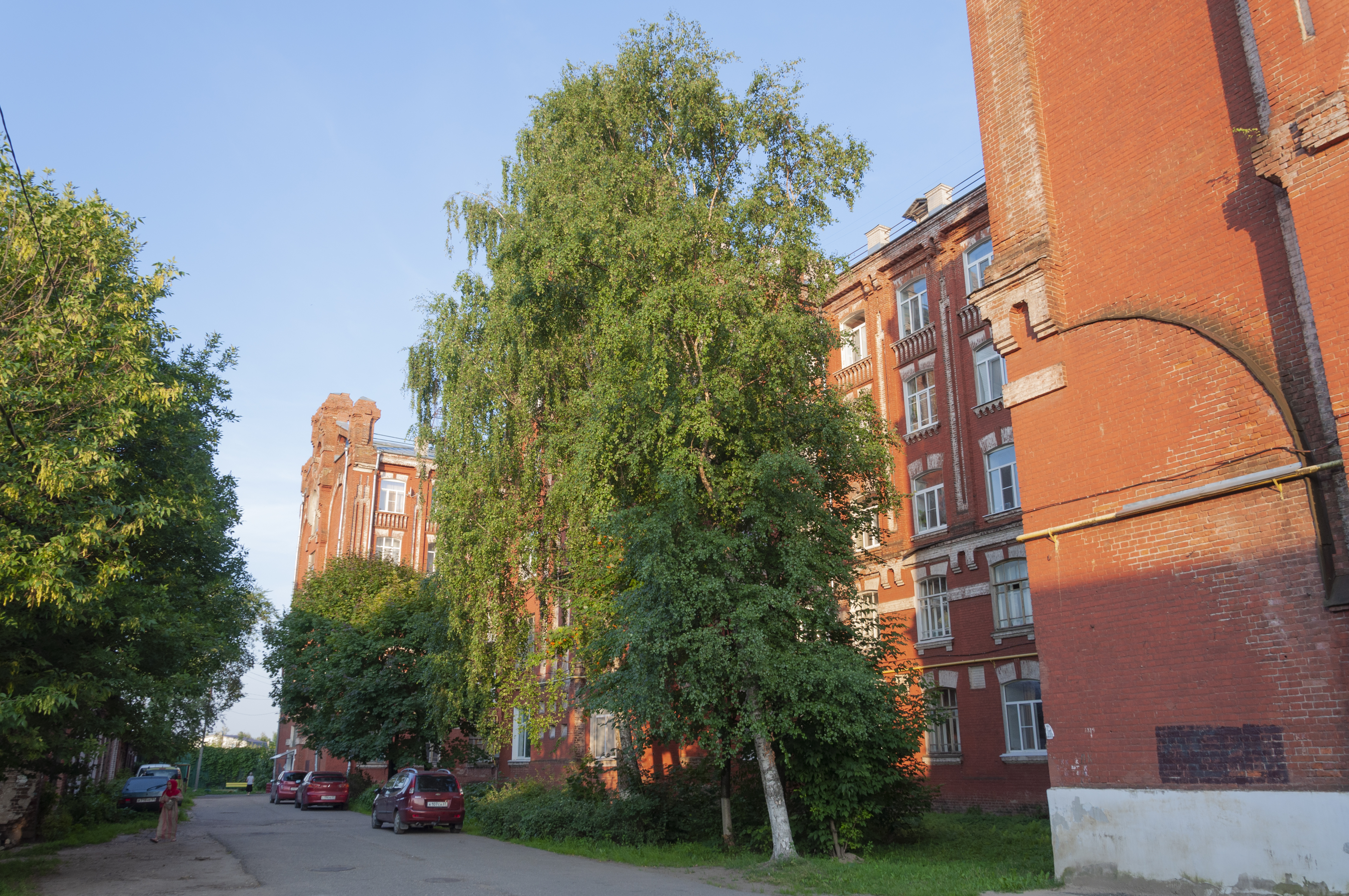
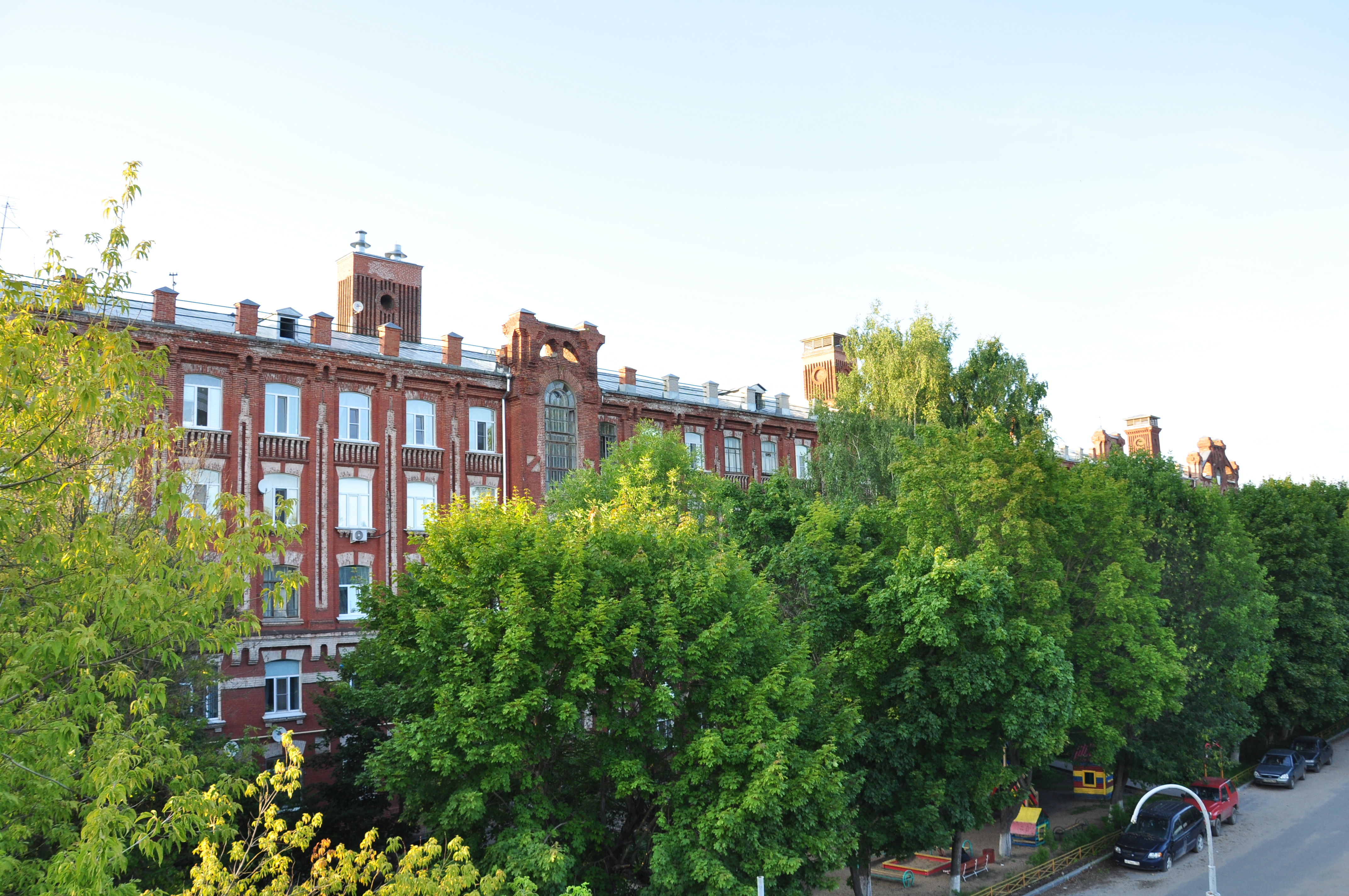
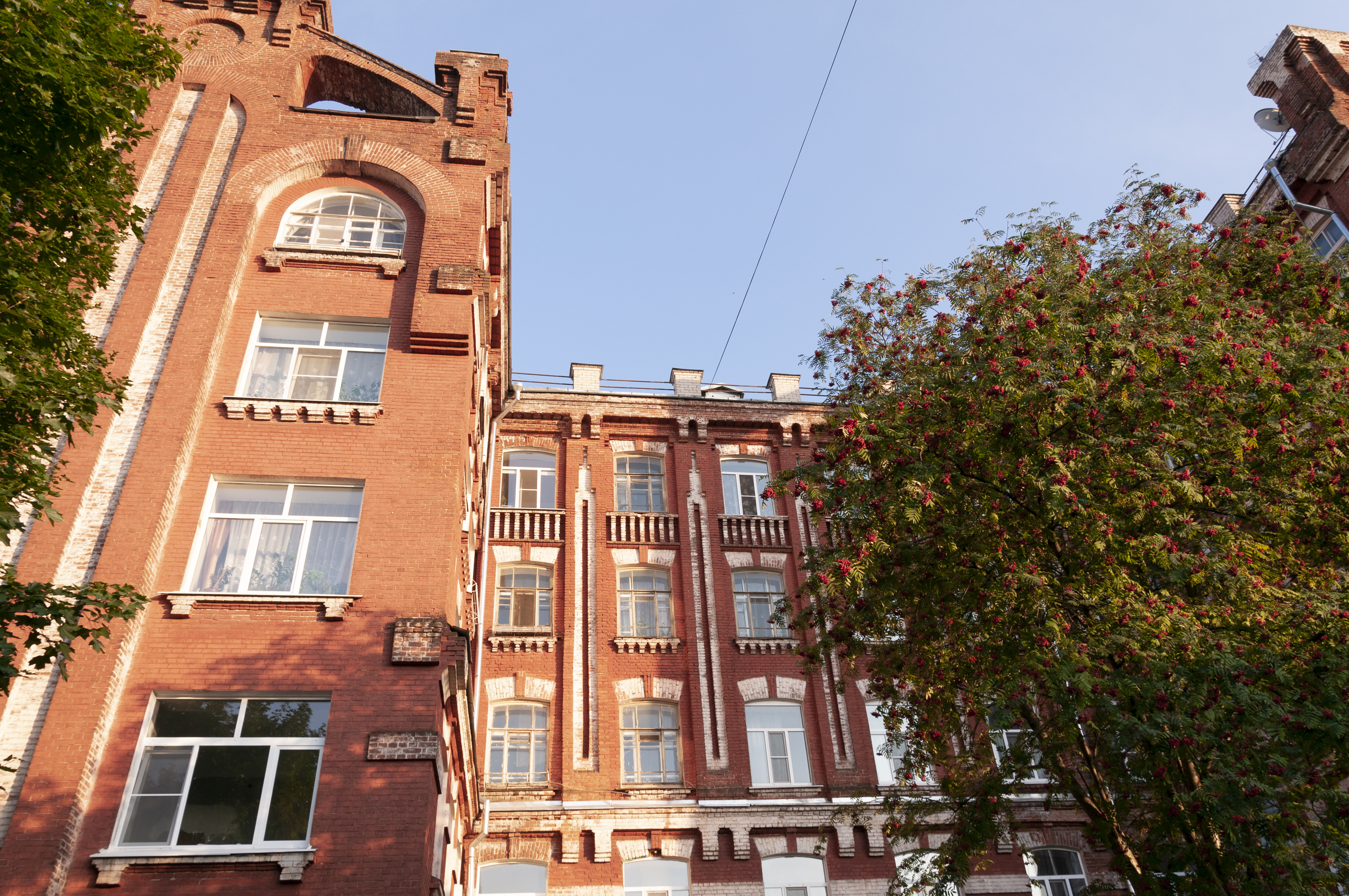
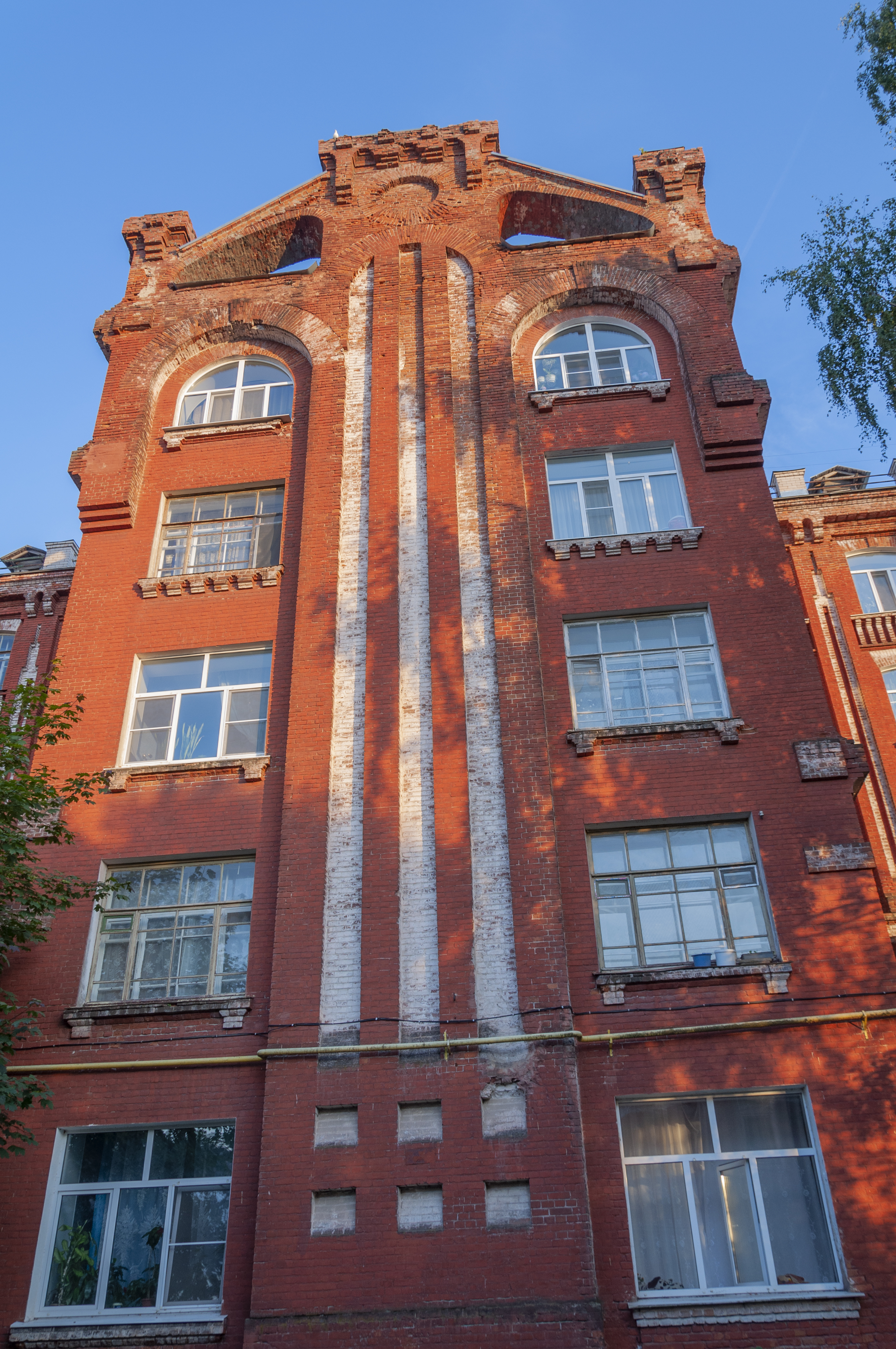
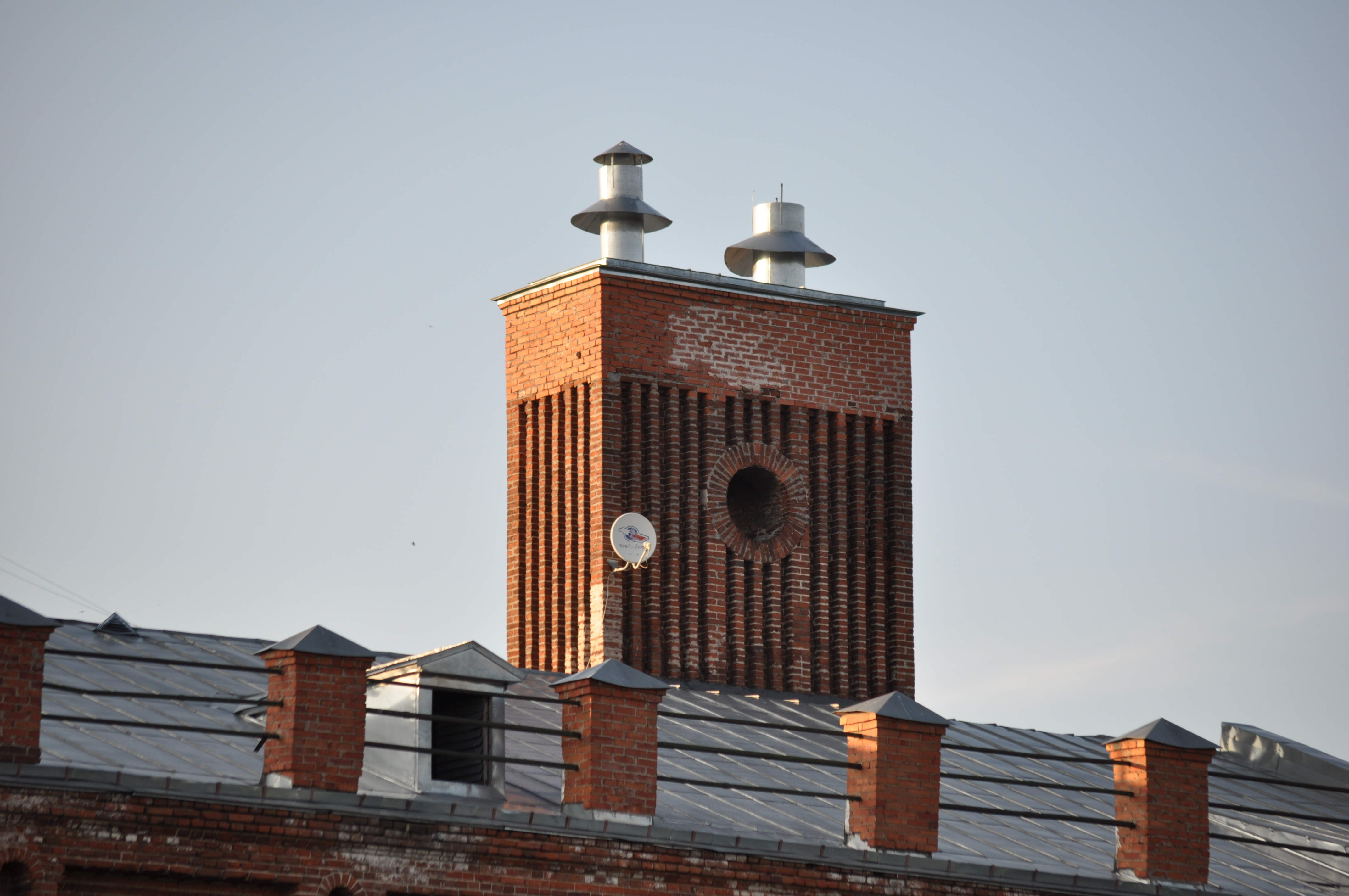
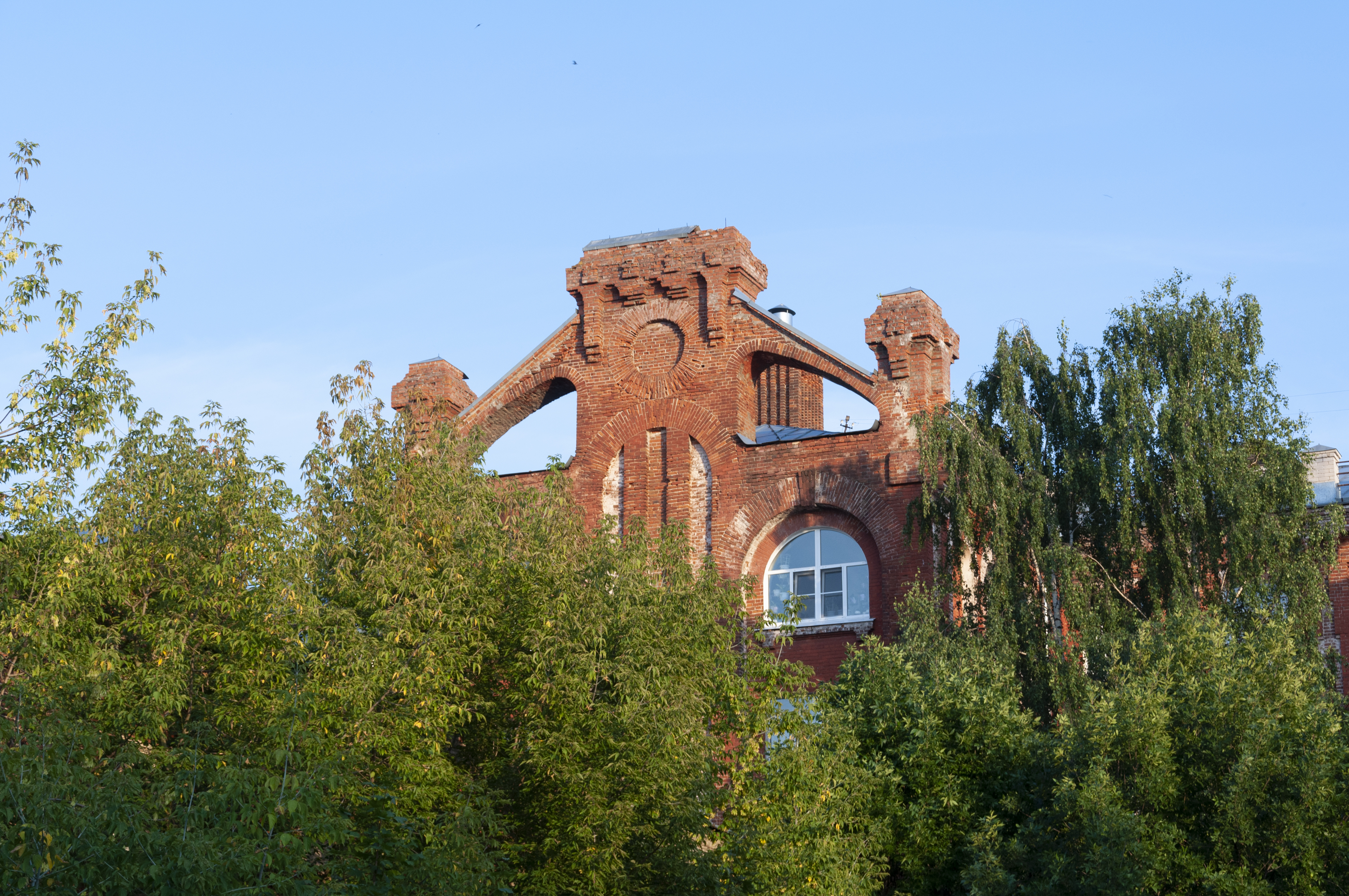
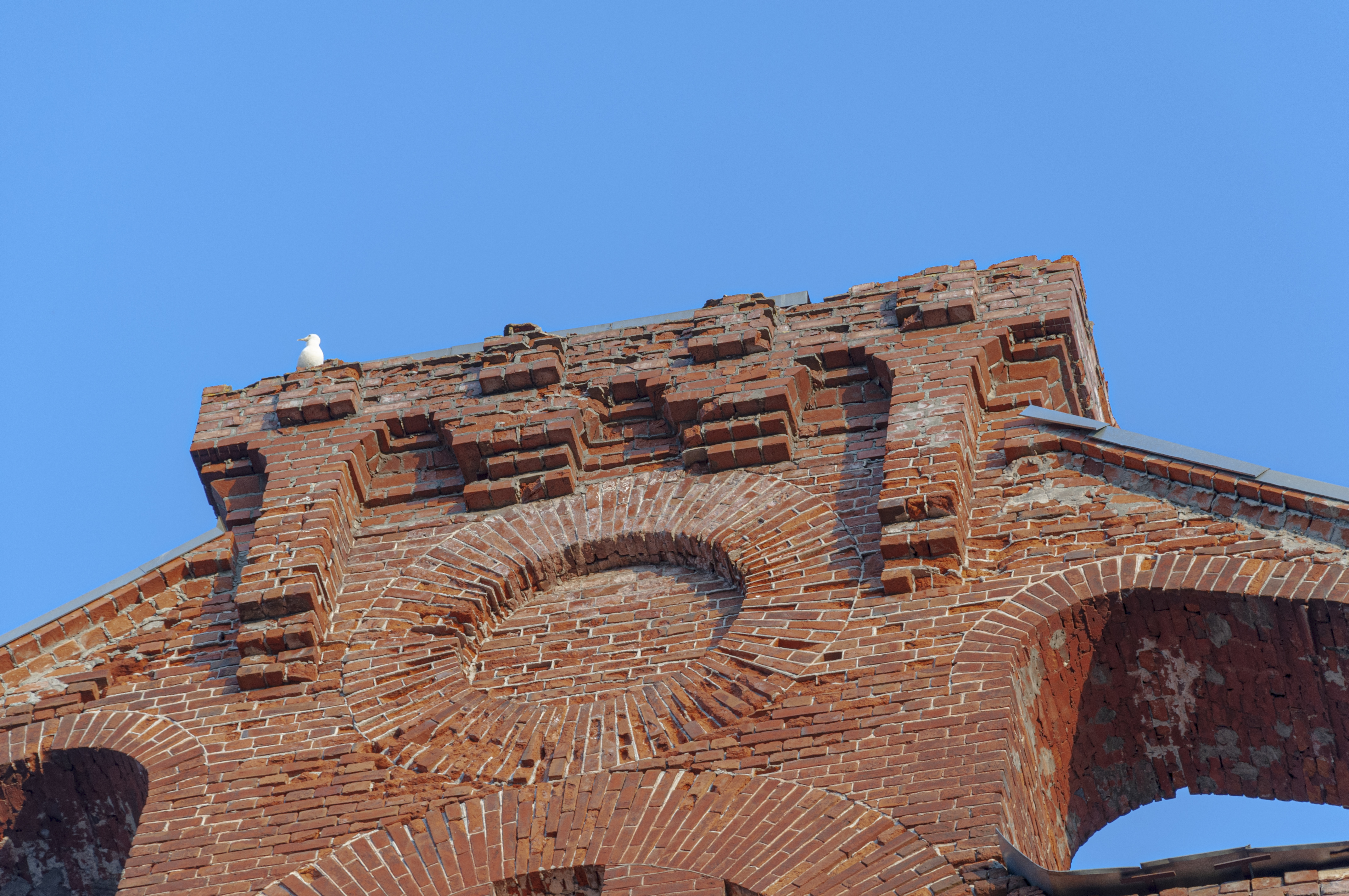
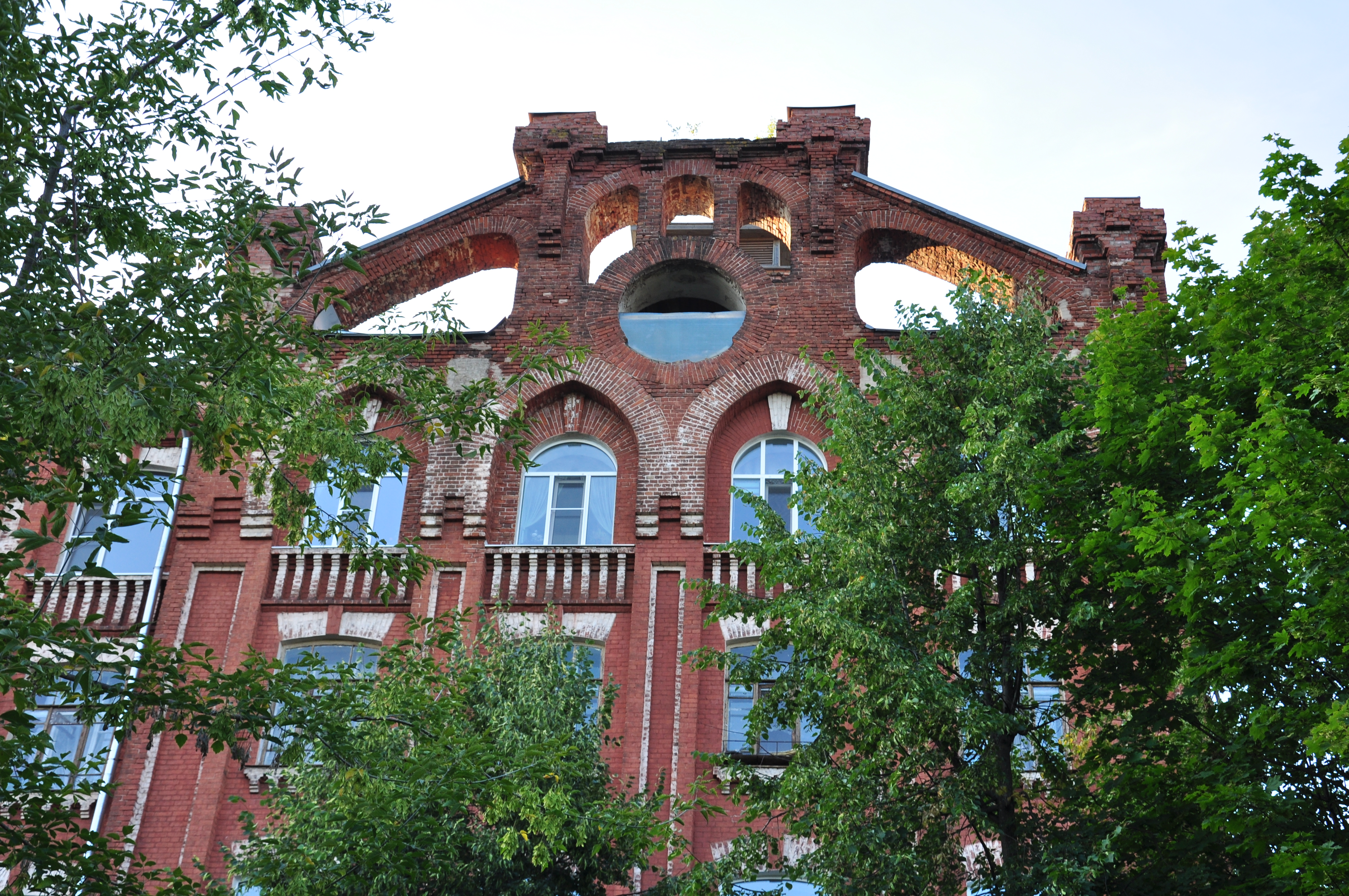
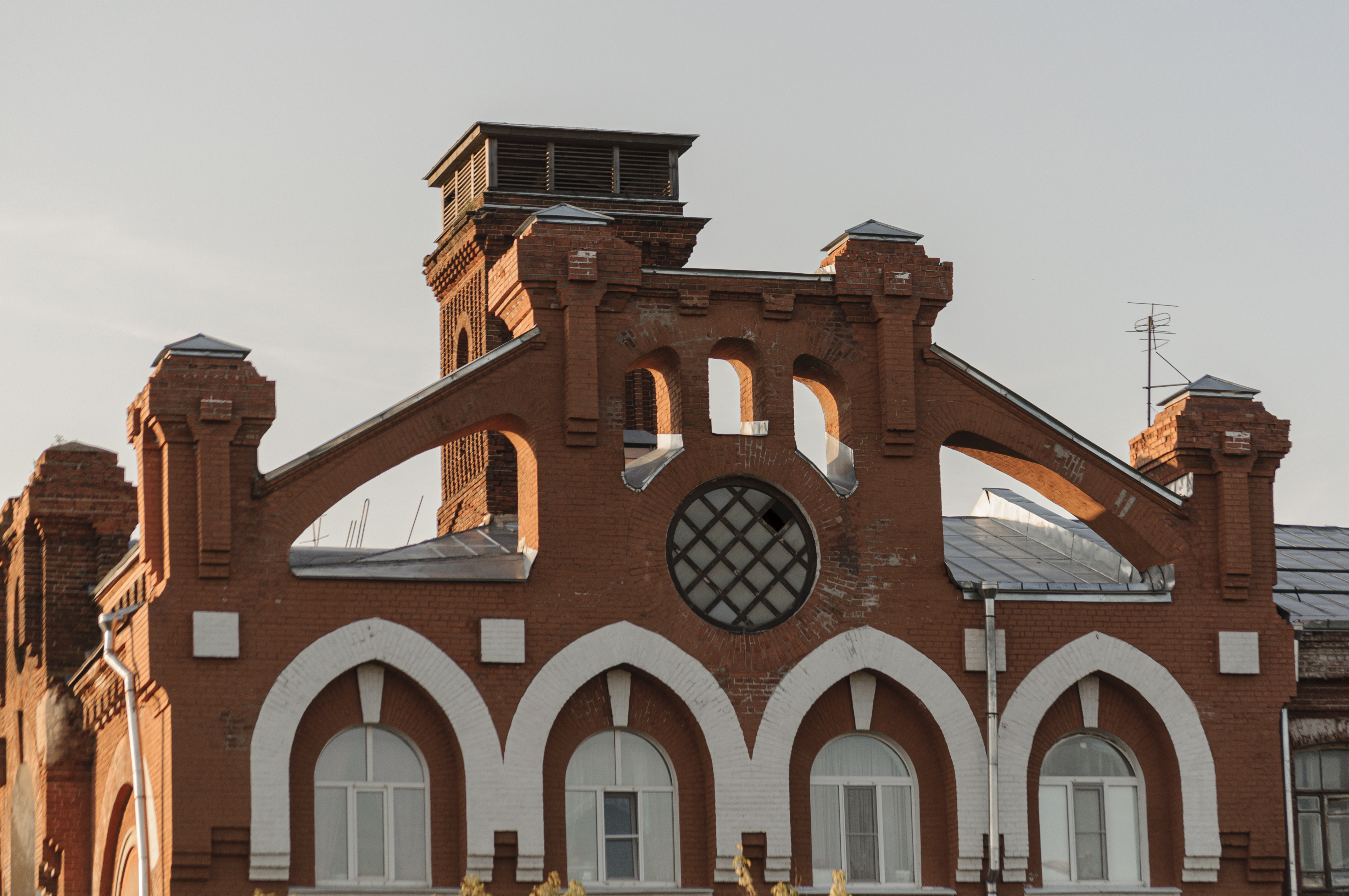
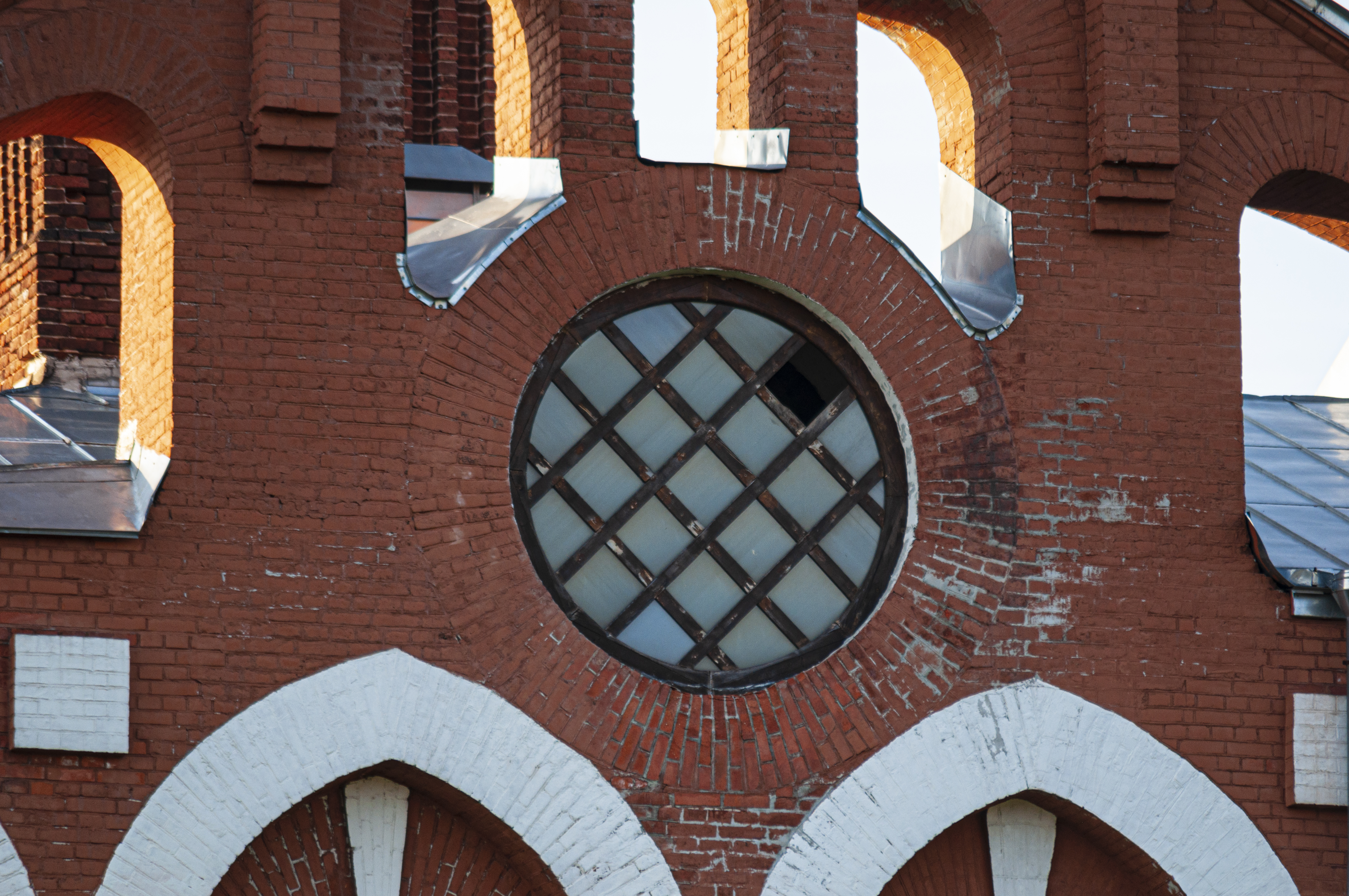
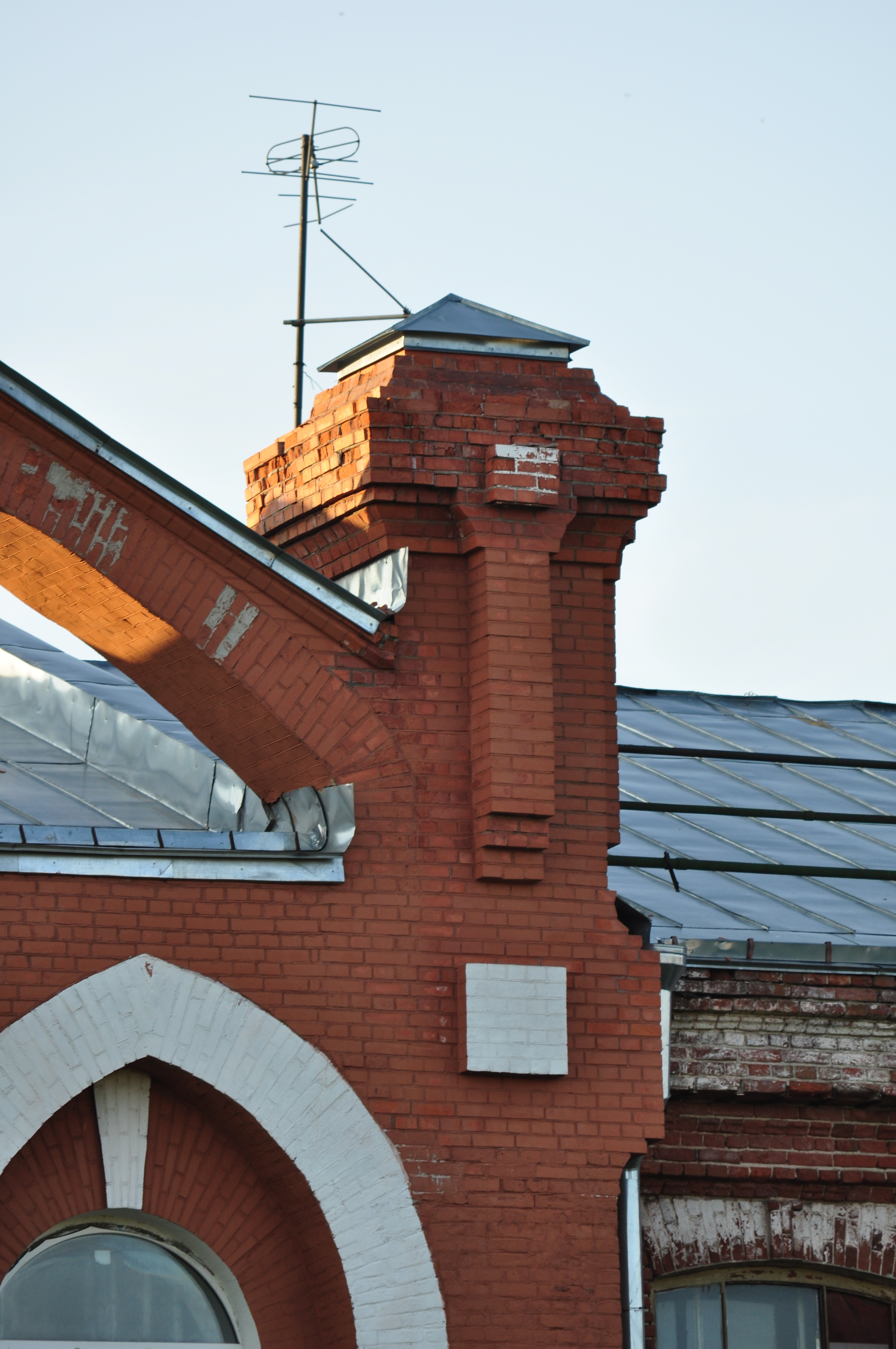
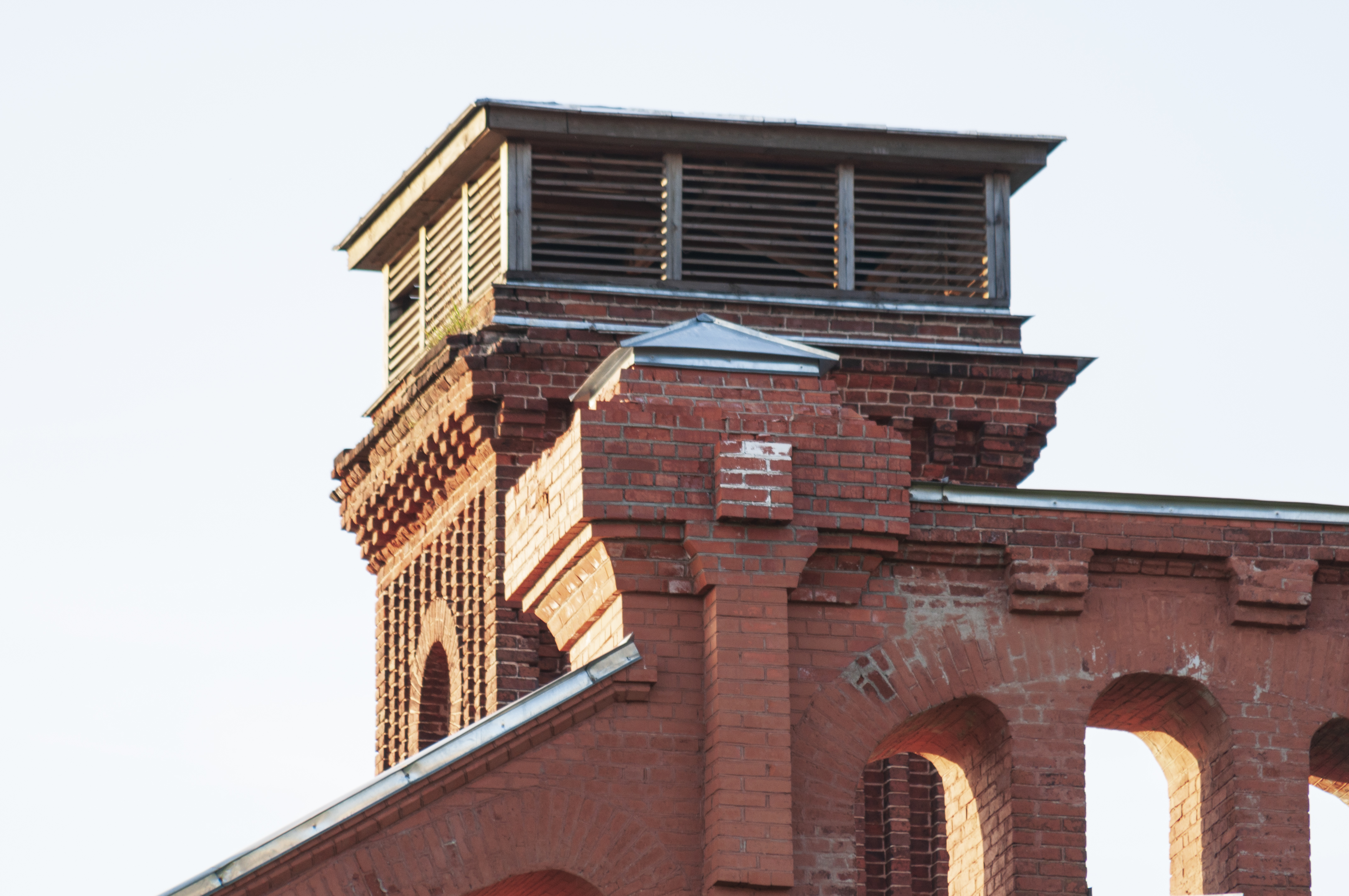
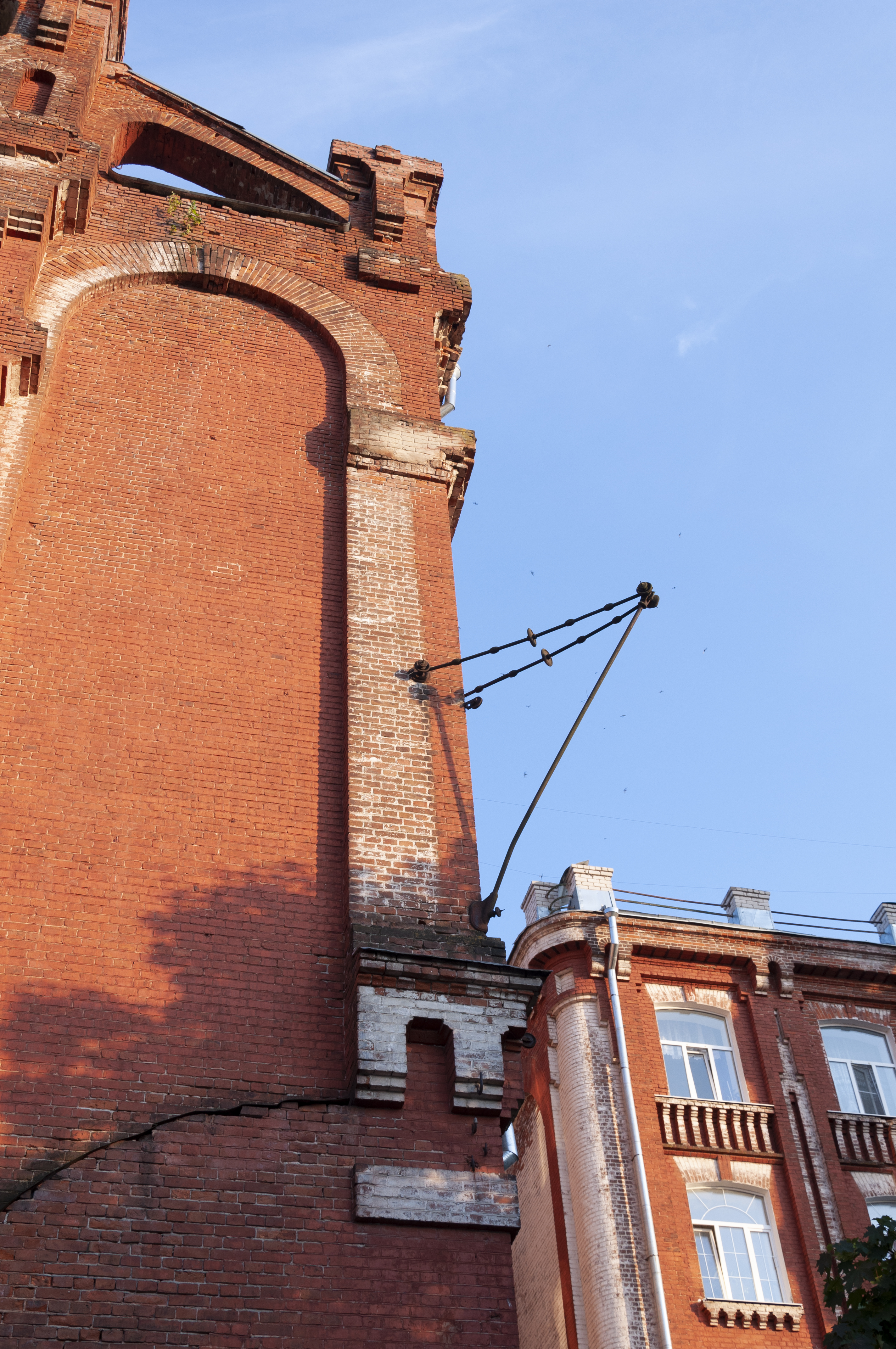
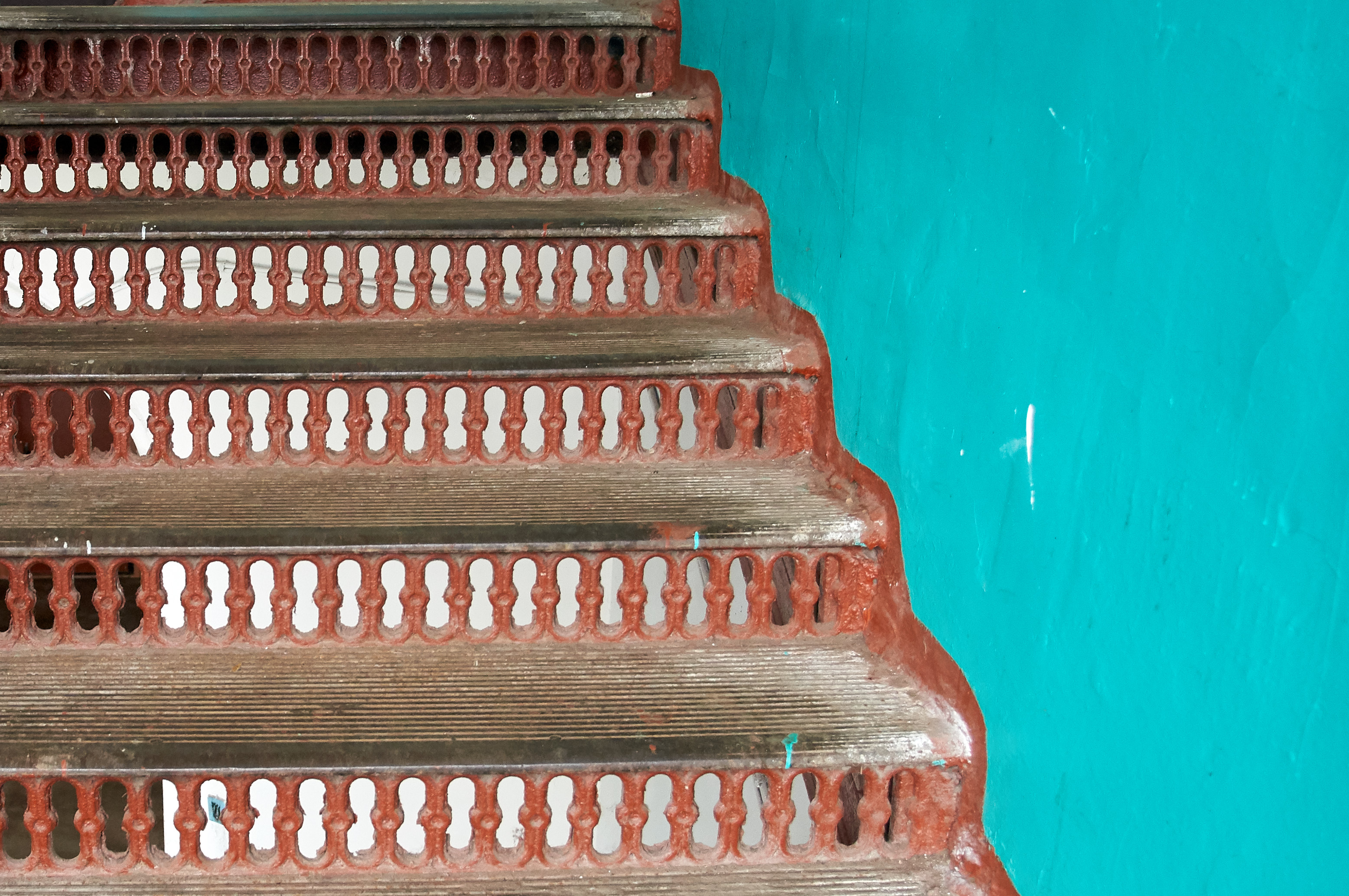
Un escalier métallique.

## Histoire
La cité ouvrière est construite à l’origine entre 1858 et 1913, pour les employés de la fabrique textile appartenant aux négociants Morozov. La cité était un paradis pour les ouvriers, à l’époque de l’Empire russe. Durant l’époque soviétique, la fabrique est une filiale du combinat Proletarka de Kalinine (nom de Tver de 1931 à 1990). En 1926, la teinturerie imprimait des indiennes. La cité est entretenue et impressionne encore les nouveaux arrivants dans les années 1970.
La chute de l’URSS entraîne plusieurs années de difficultés économiques pour les habitants. L’usine Proletarka ferme finalement à la fin des années 1990, victime de l’économie de marché et de la concurrence des textiles chinois à bas prix.
Sans entretien, la cité sombre dans l’insalubrité. Plusieurs centaines de personnes dans la plus grande pauvreté continuent néanmoins malgré elles de vivre dans les bâtiments tombant en ruine.
Quelques initiatives privées ont permis la rénovation de deux cent appartements et la transformation de l’ancienne caserne de pompiers en bureaux en 2016.
Un plan prévoyant une rénovation sur dix ans, élaboré par l’institut moscovite Strelka, a été validé, mais il demande des investissements équivalents au double du budget annuel de la ville de Tver.

Détails architecturaux.
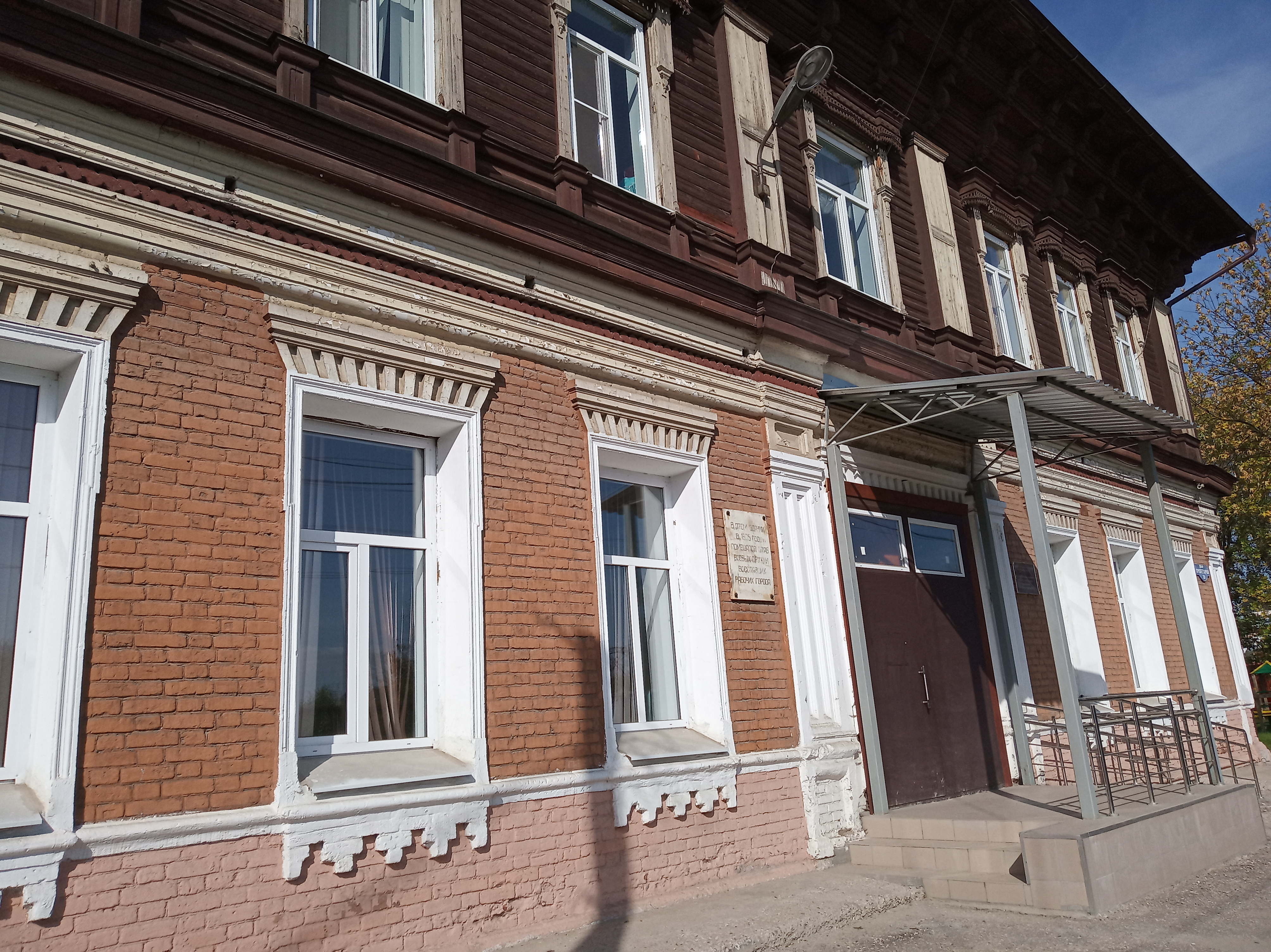
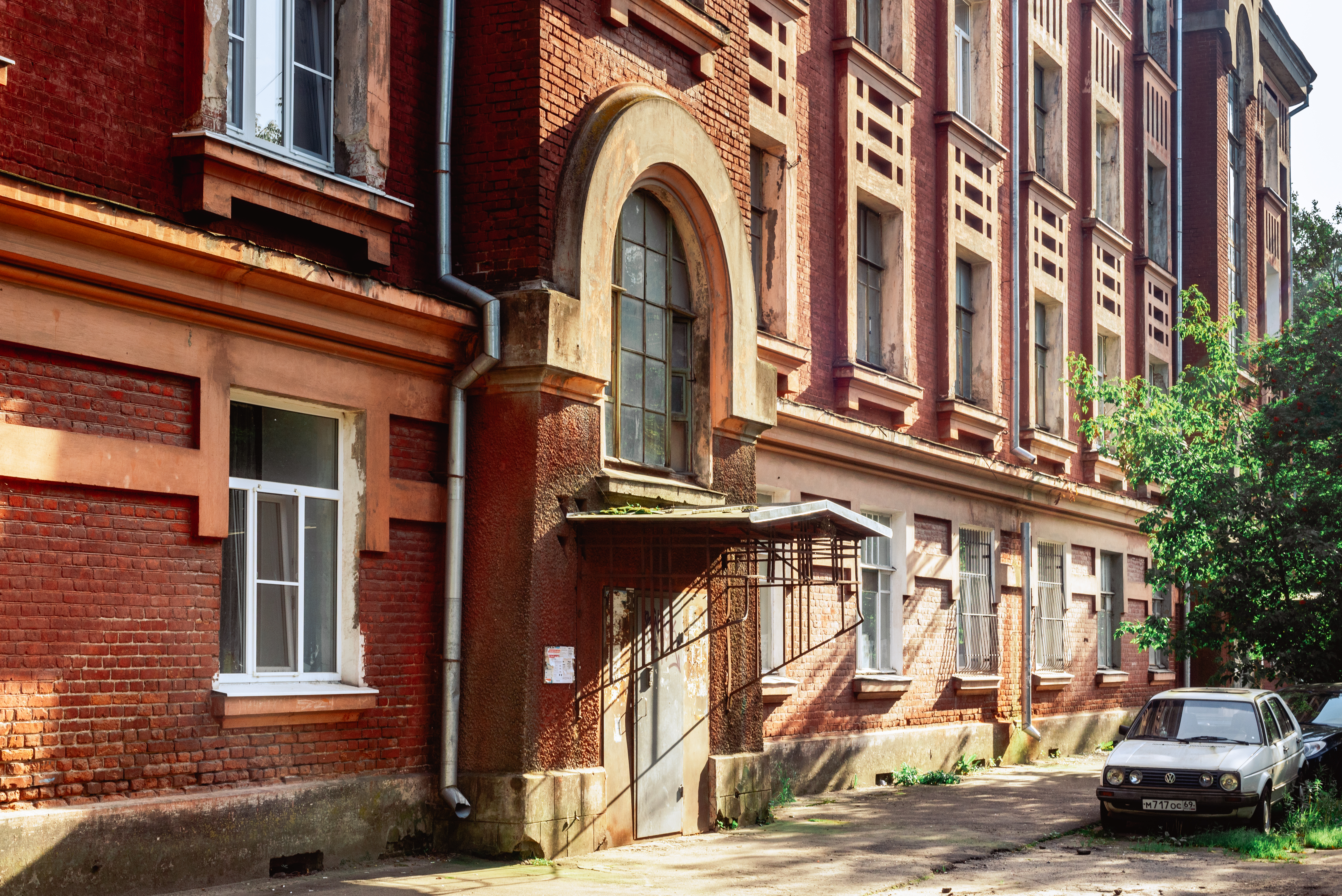
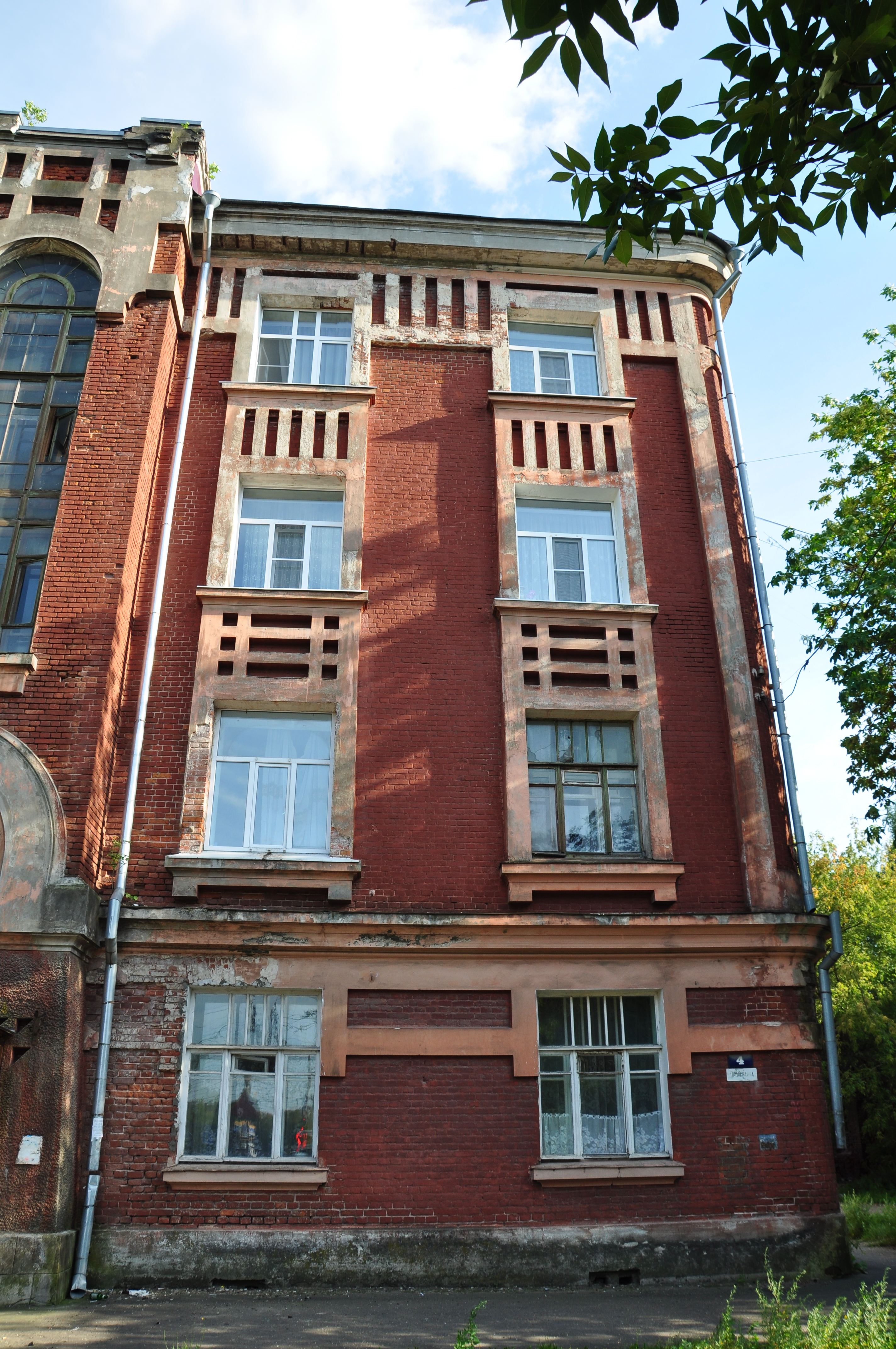
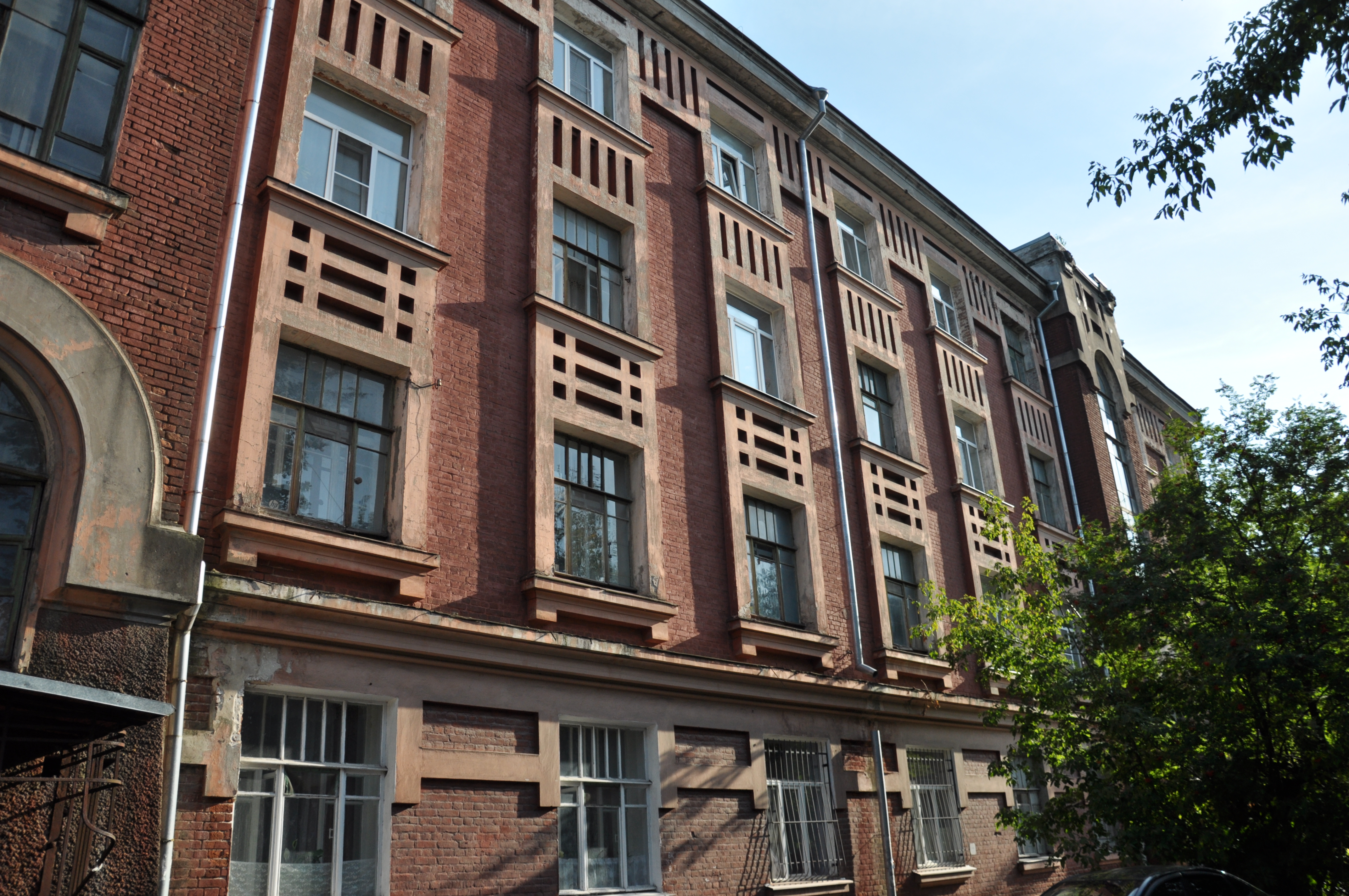
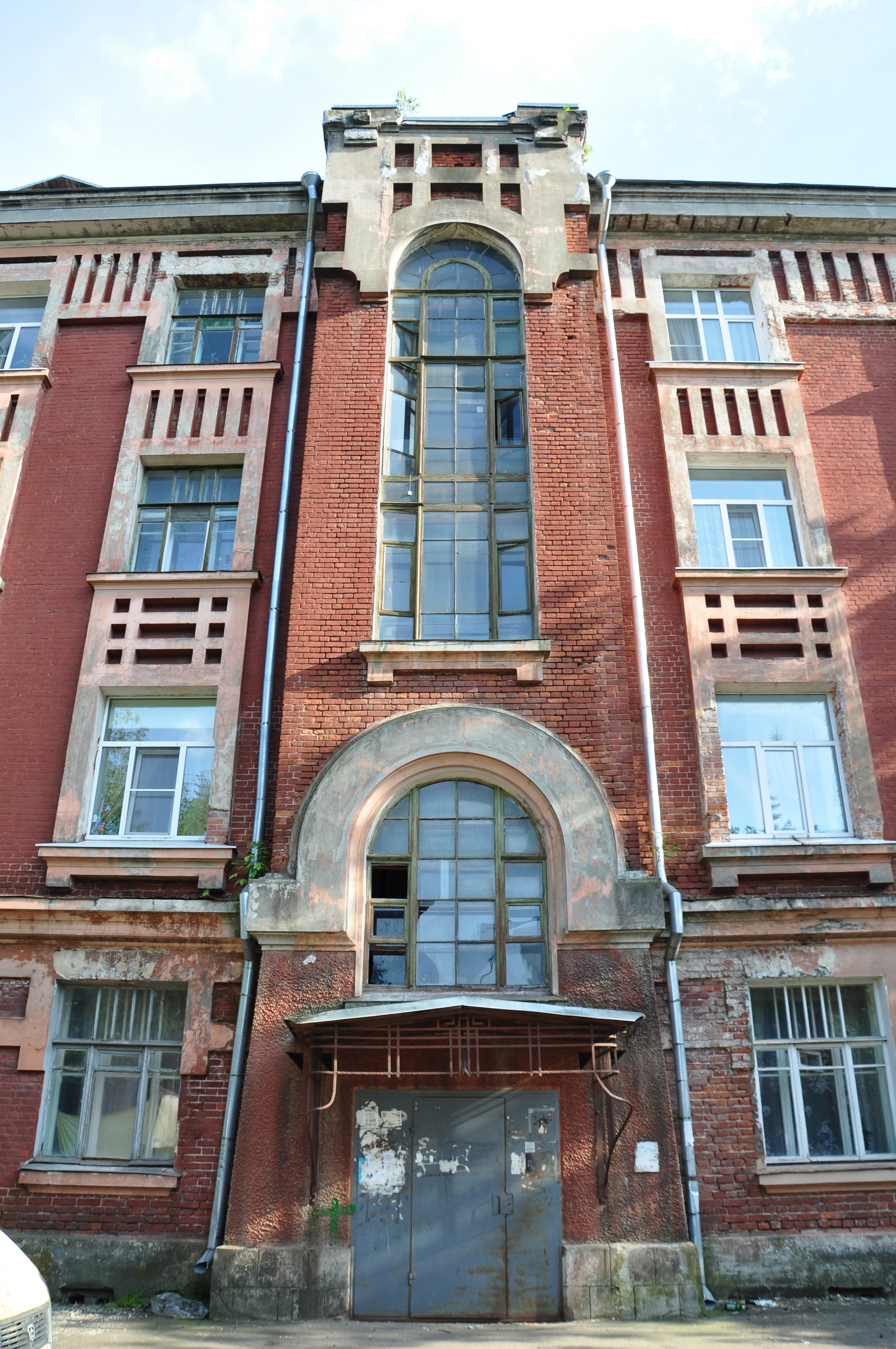
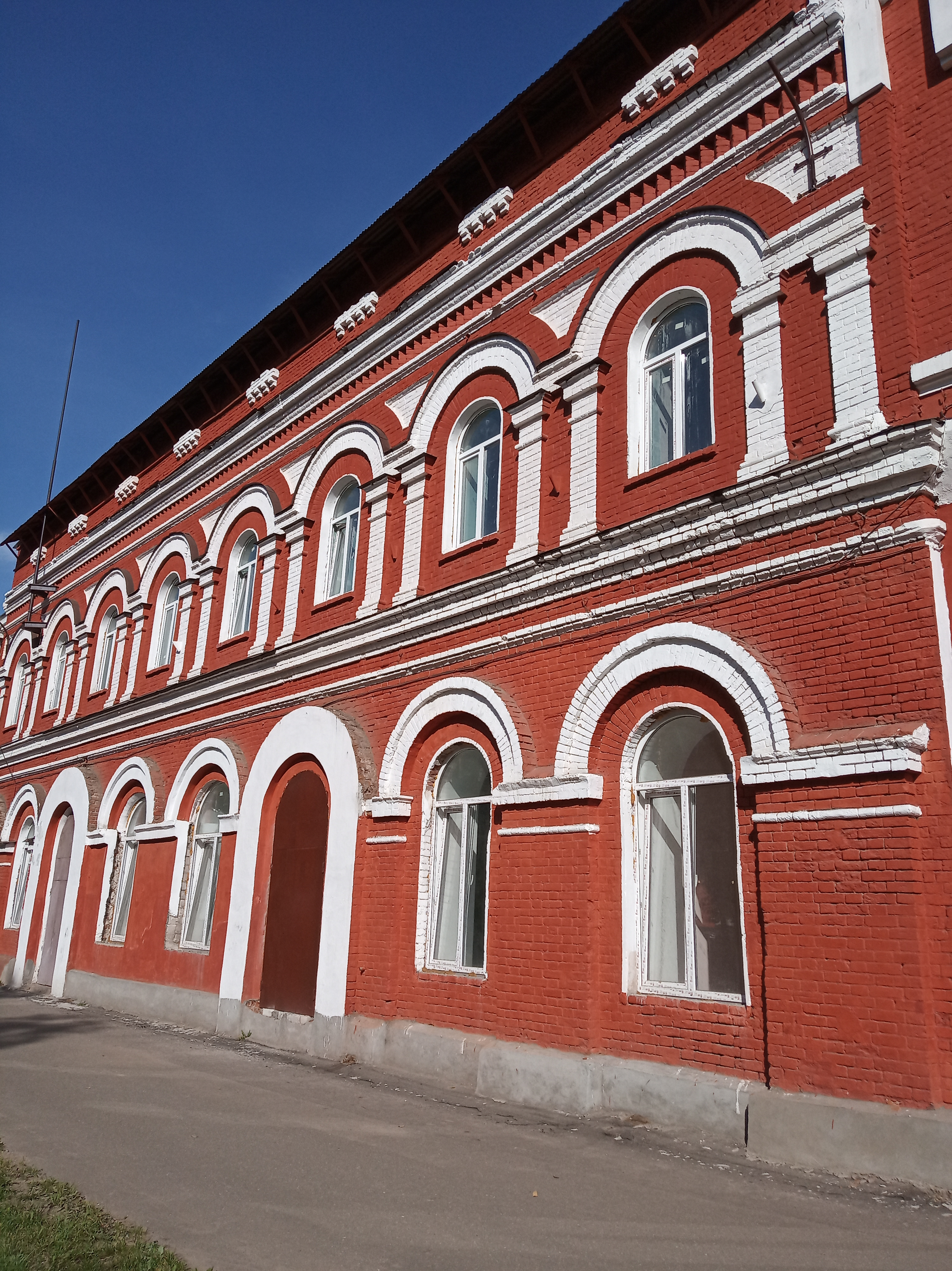
Un édifice rénové de la partie Est.
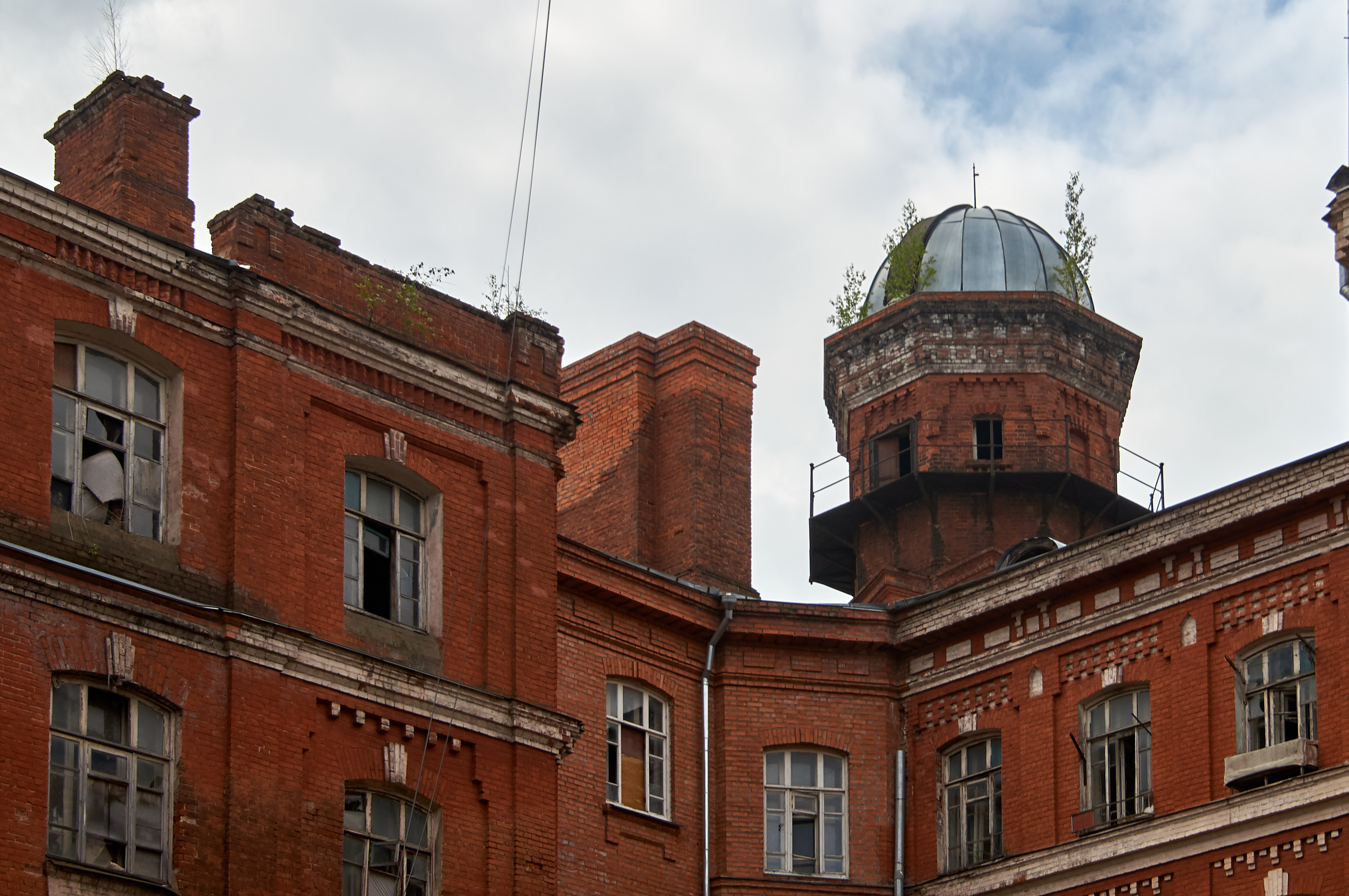
Des plantes sauvages poussent sur le toit.

## La vie dans la cité
Durant l’époque soviétique, la vie y est très communautaire en raison de la crise du logement. Les logements sont partagés à plusieurs ouvriers et les cuisines et sanitaires sont communs à plusieurs logements.
Une habitante, jeune paysanne venue de l’Oural arrivée en 1970, raconte avoir été heureuse alors de partager avec trois ouvrières une chambre de douze mètres carrés et d’attendre son tour pour aller aux toilettes ou pour utiliser la cuisine. Elle témoigne : « Lors des fêtes, on dressait une table pour tous dans le couloir long de 100 mètres. A l’époque, il y avait une moquette et des miroirs sur les murs. ». Le soir, les fileuses se rendaient souvent à la piscine, au théâtre ou à la bibliothèque.
Après la chute de l’URSS, les conditions de vie se dégradent. Des habitants survivent en vendant au marché voisin les tissus versés en guise de salaire aux ouvrières, puis l’usine ferme à la fin des années 1990.
En 2020, la plupart des bâtiments n'ont été que peu ou pas entretenus depuis de nombreuses années et leur état est « effroyable ». Les centaines d’habitants qui restent sont « souvent à cinq dans la même pièce aux murs moisis et aux tuyaux rouillés qui fuient ». Les toilettes communes sont séparées de rideaux de douche et les plafonds sont noirs de moisissures. Les couloirs servent de terrain de jeux aux enfants et sont encombrés de meubles et d’affaires n’ayant trouvé aucune place dans les pièces de vie exiguës.
Les demandes de relogement auprès de la ville restent souvent sans réponse, bien que certains habitants le demandent depuis plus de 30 ans.

La plupart des édifices sont en état de décrépitude avancée.
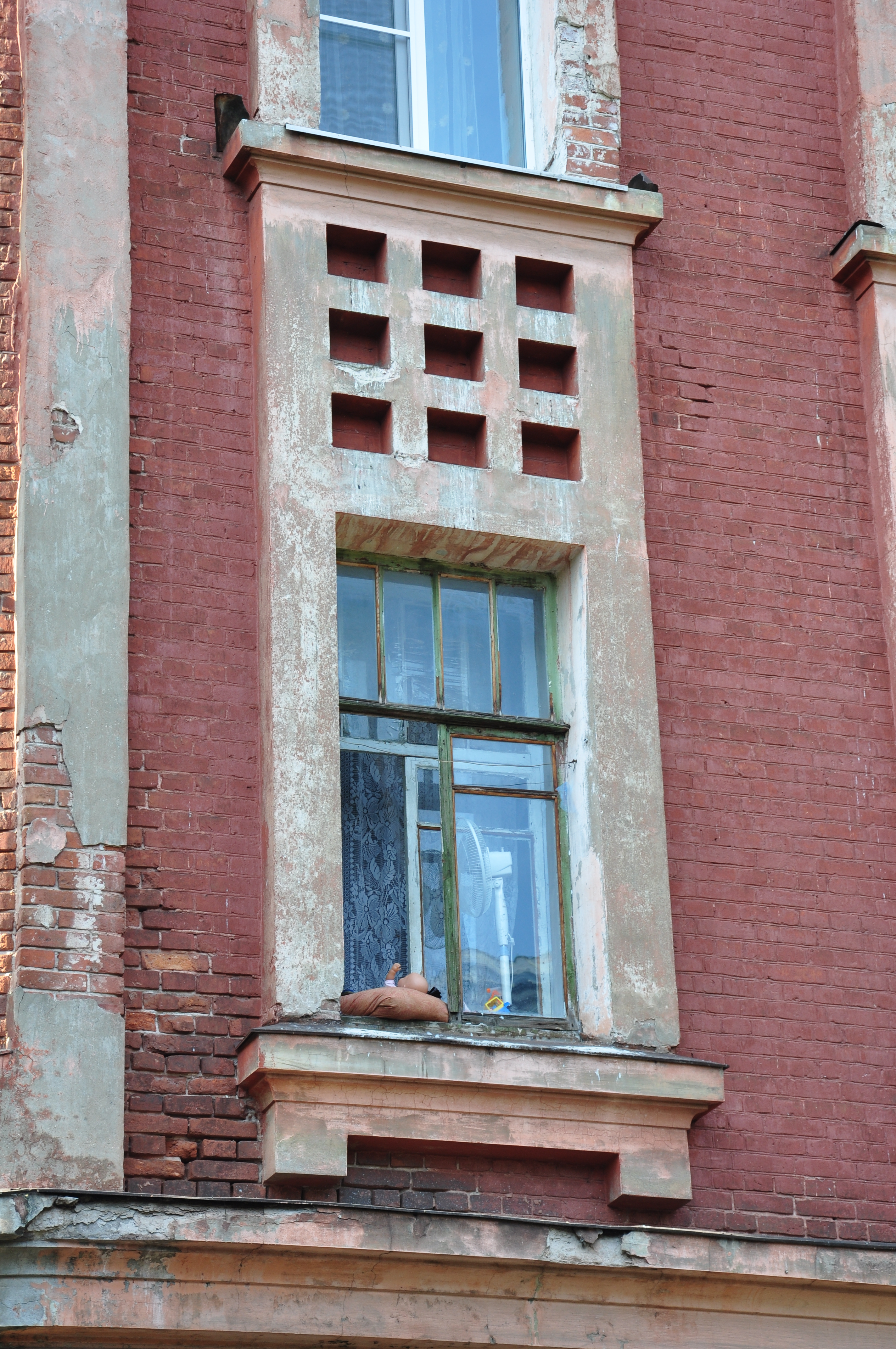
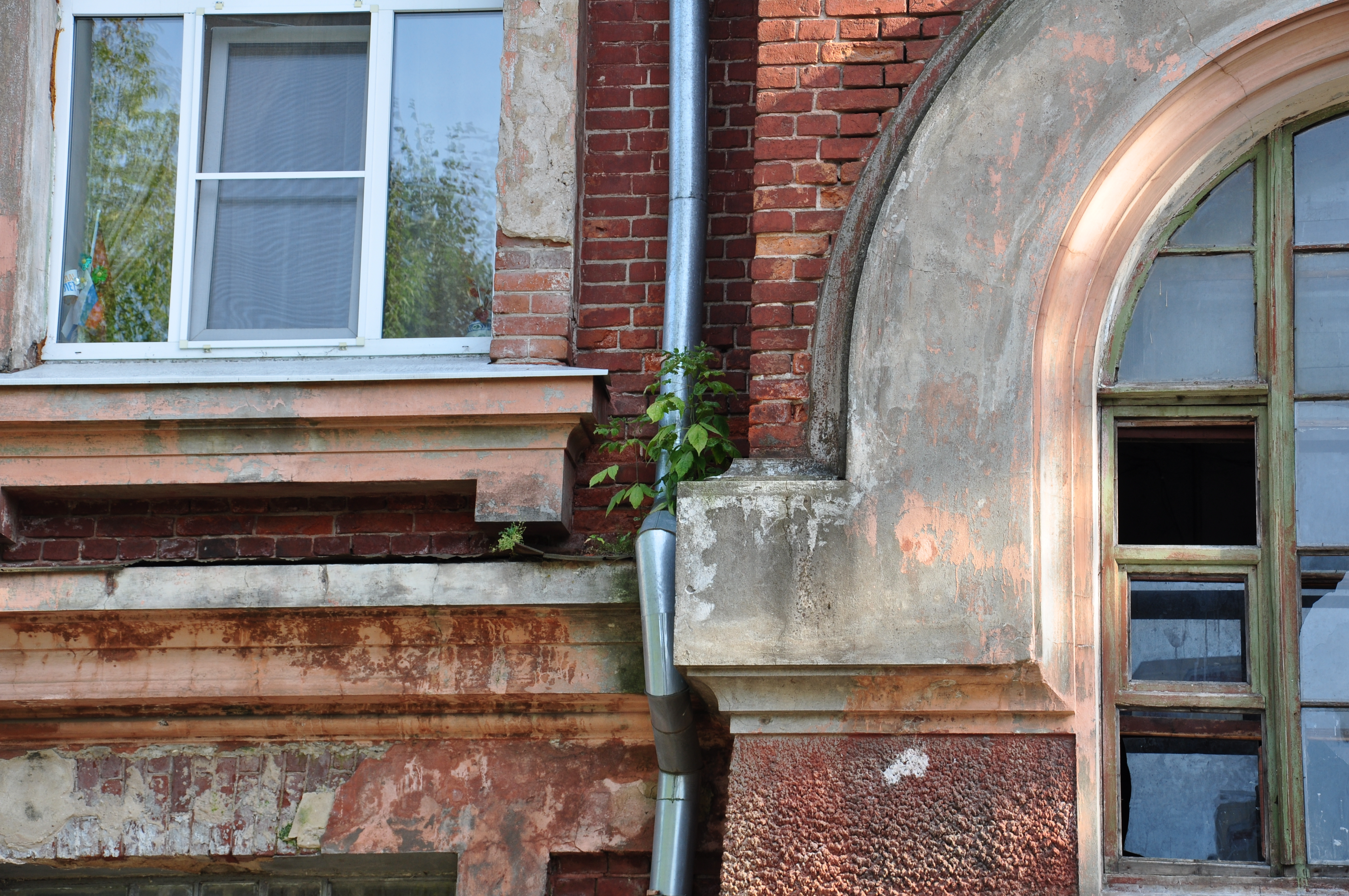
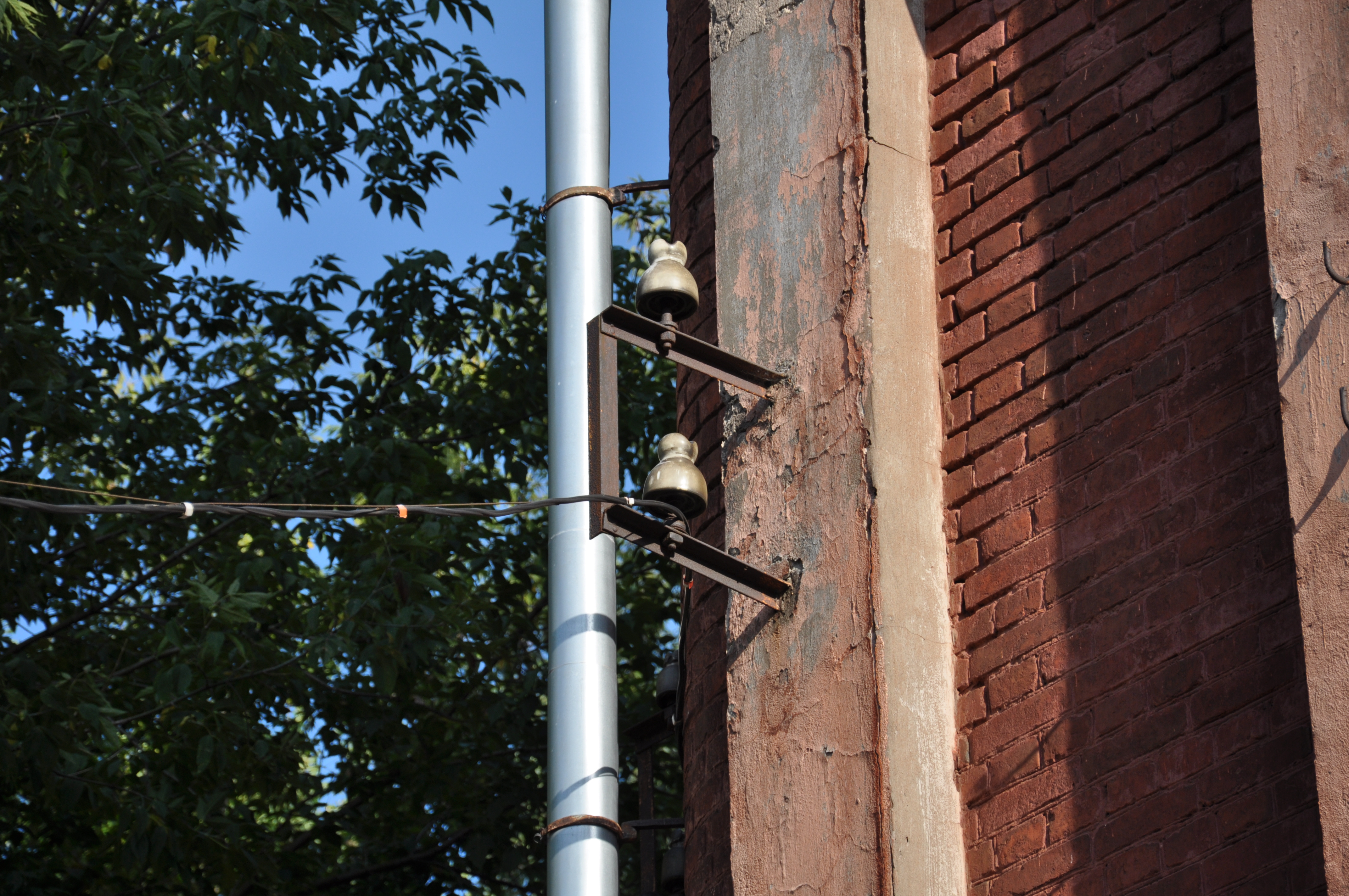
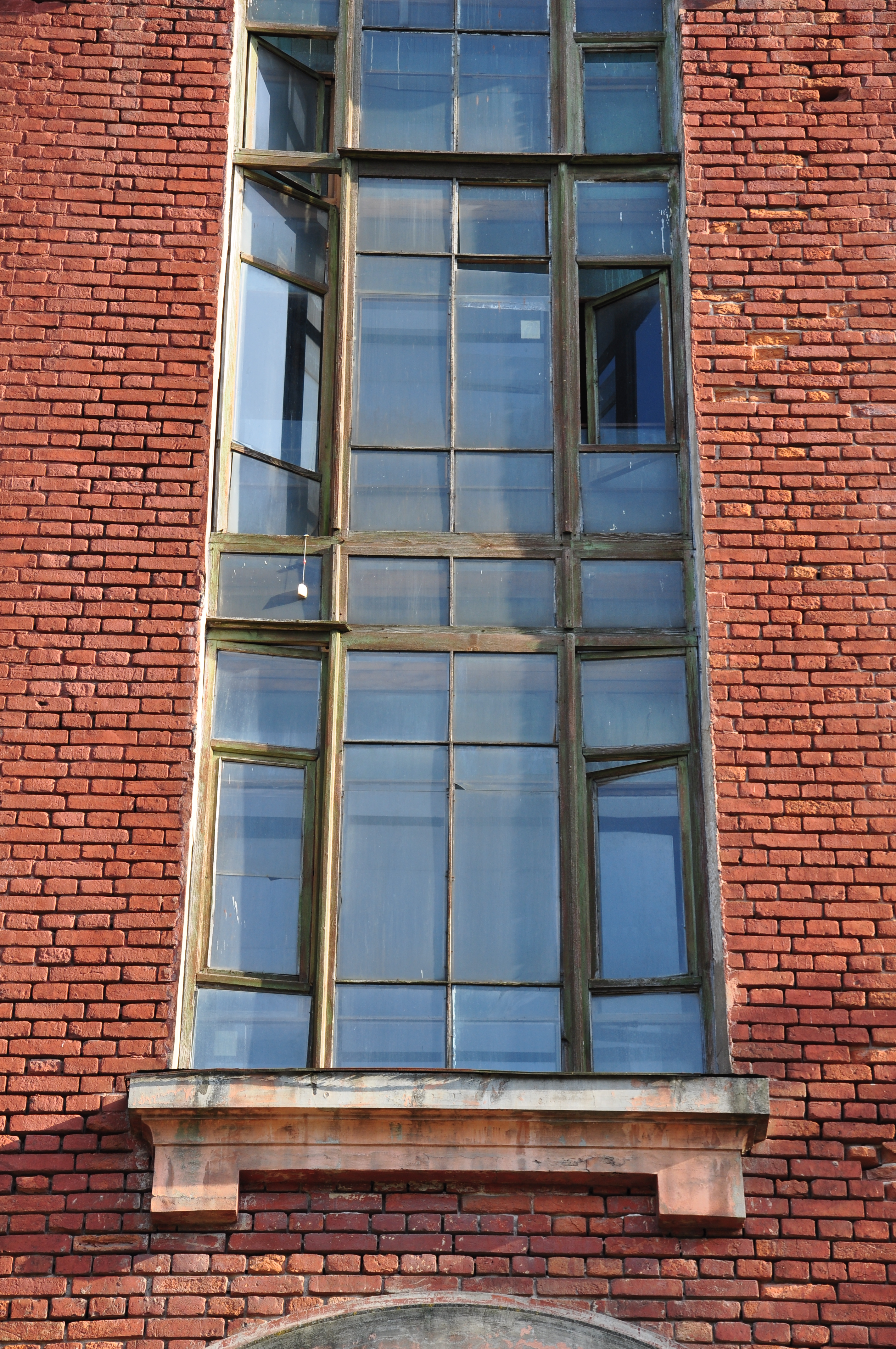
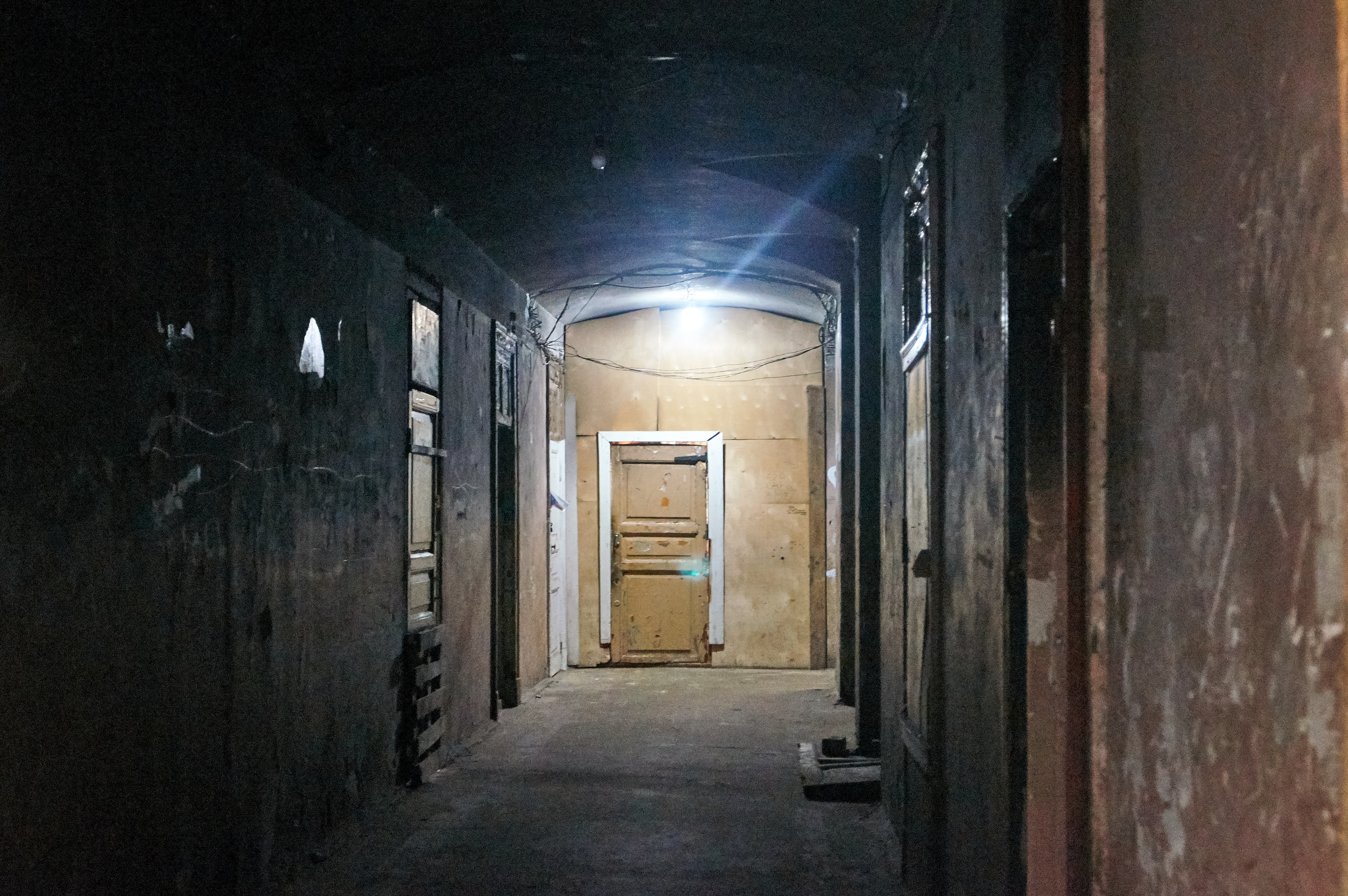
Un couloir d’immeuble.
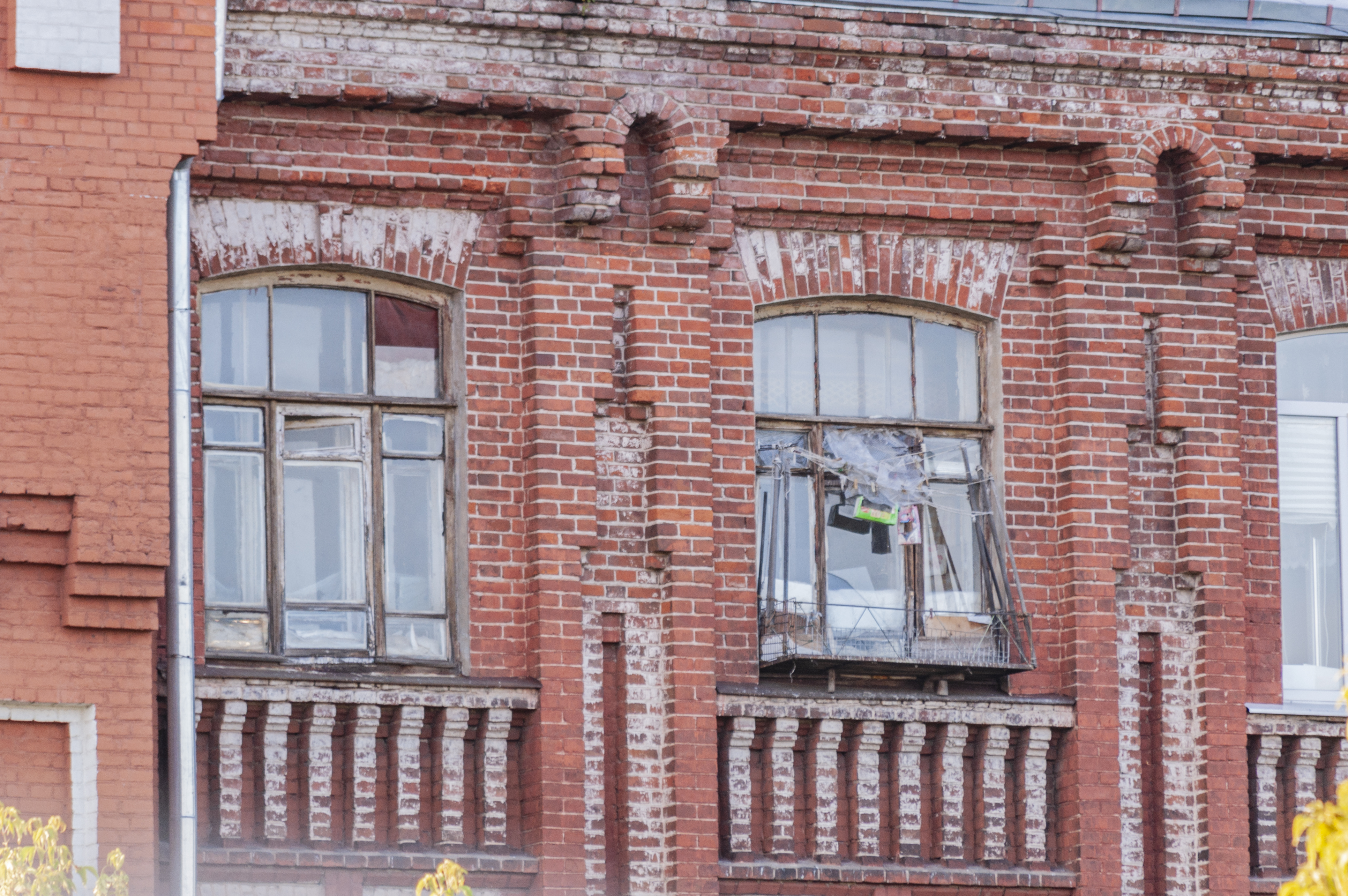
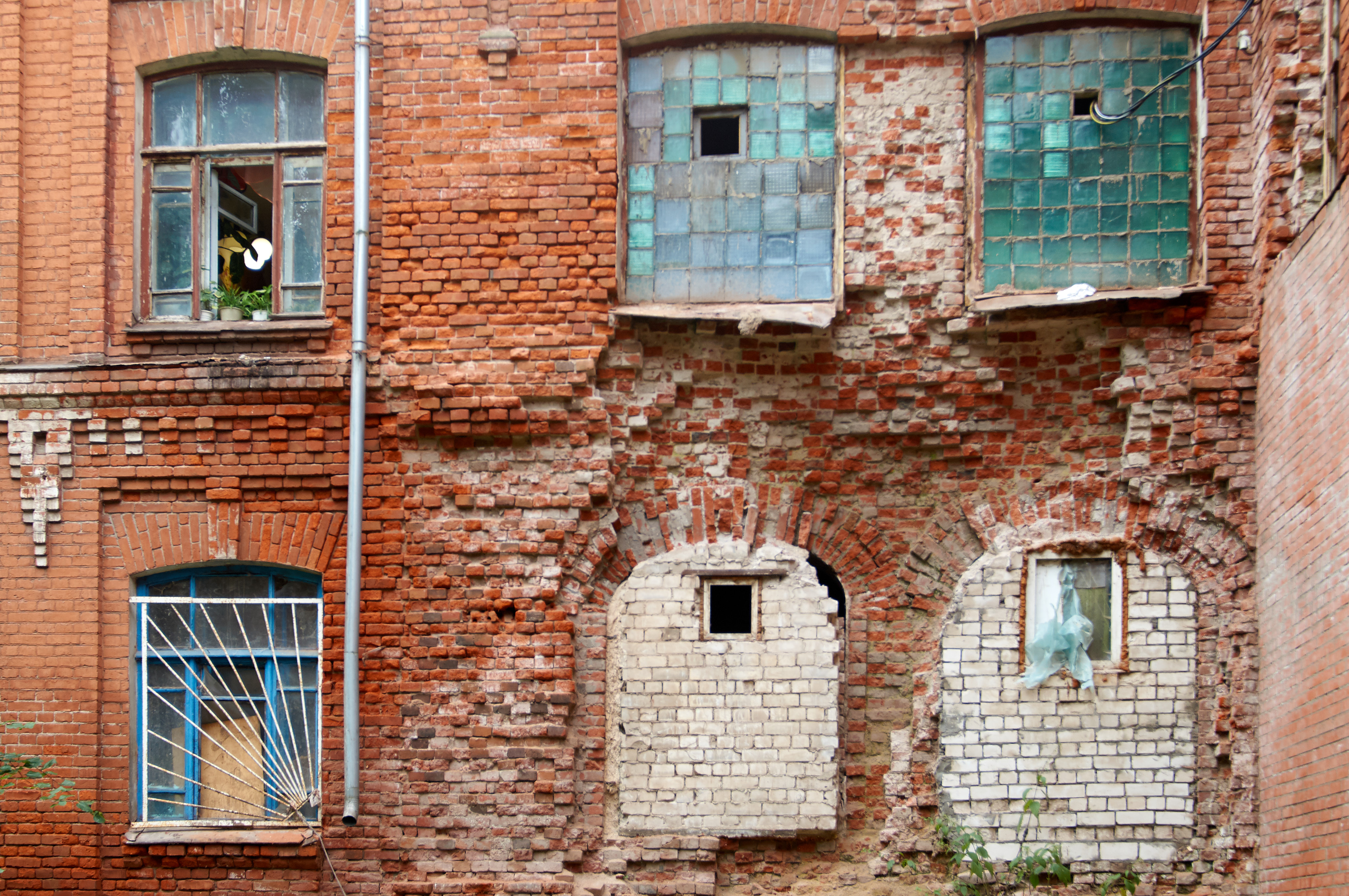
Les briques de la façade tombent ; des fenêtres sont murées.
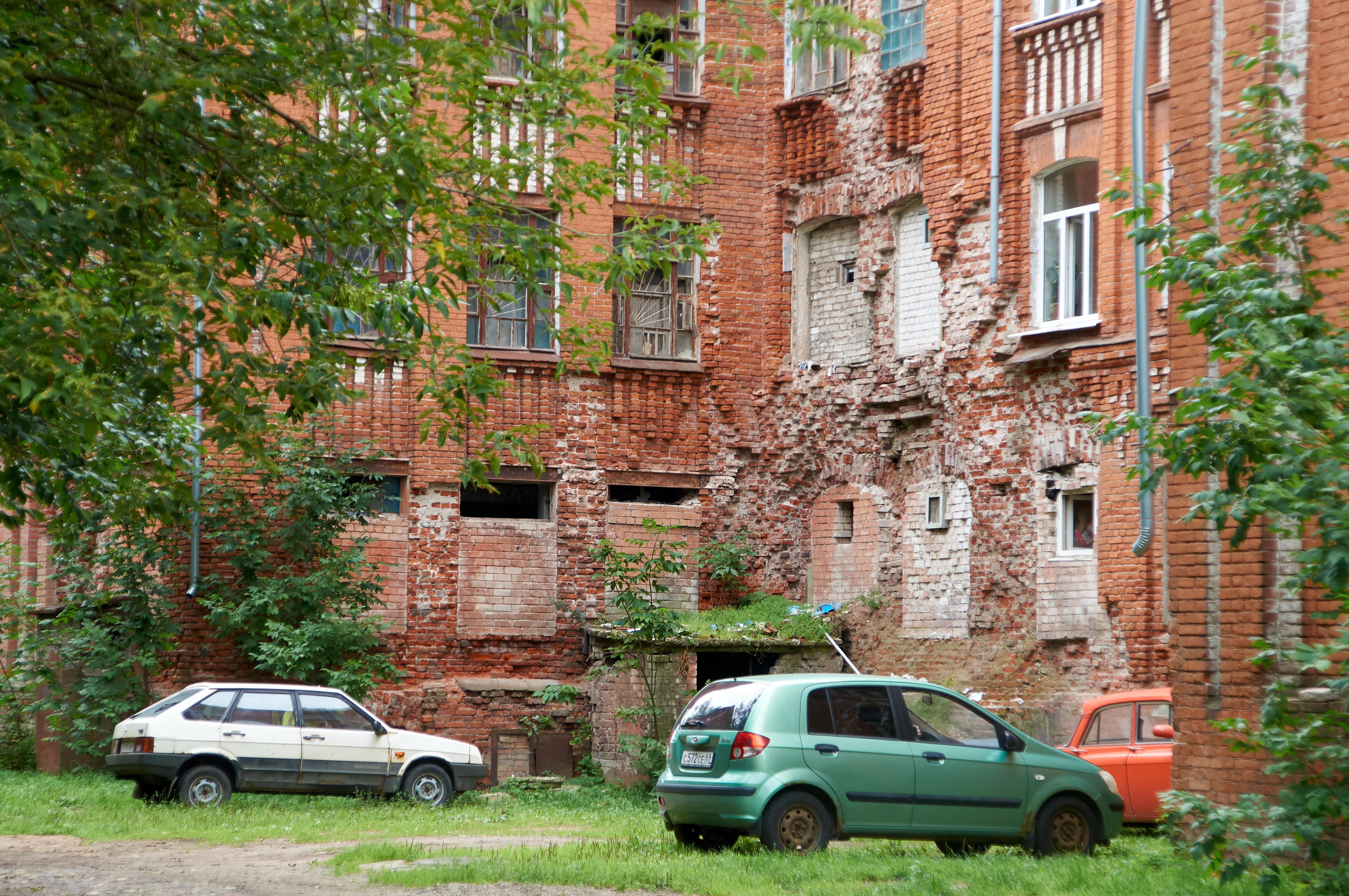
Les briques de la façade tombent ; des fenêtres sont murées.
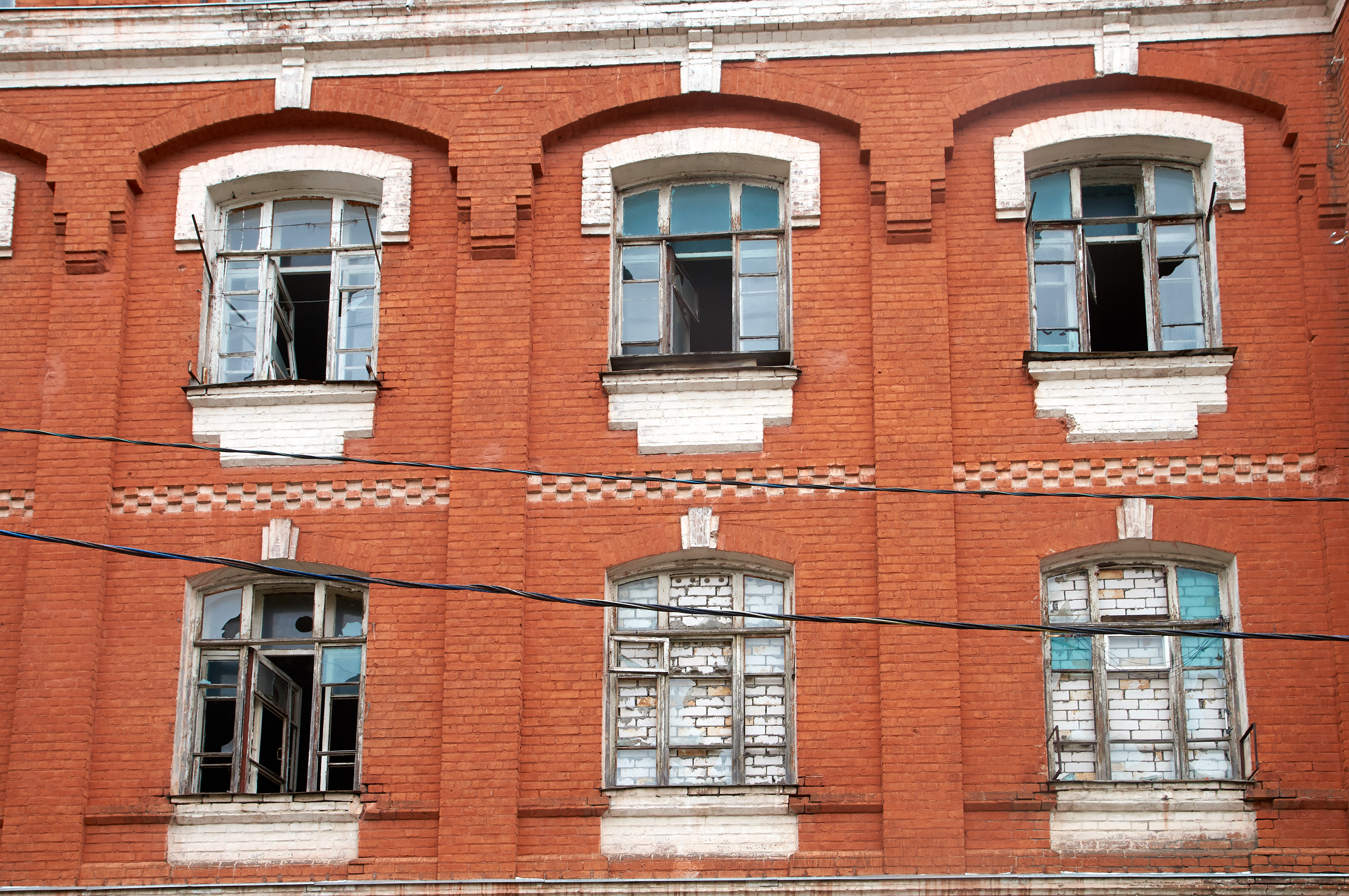
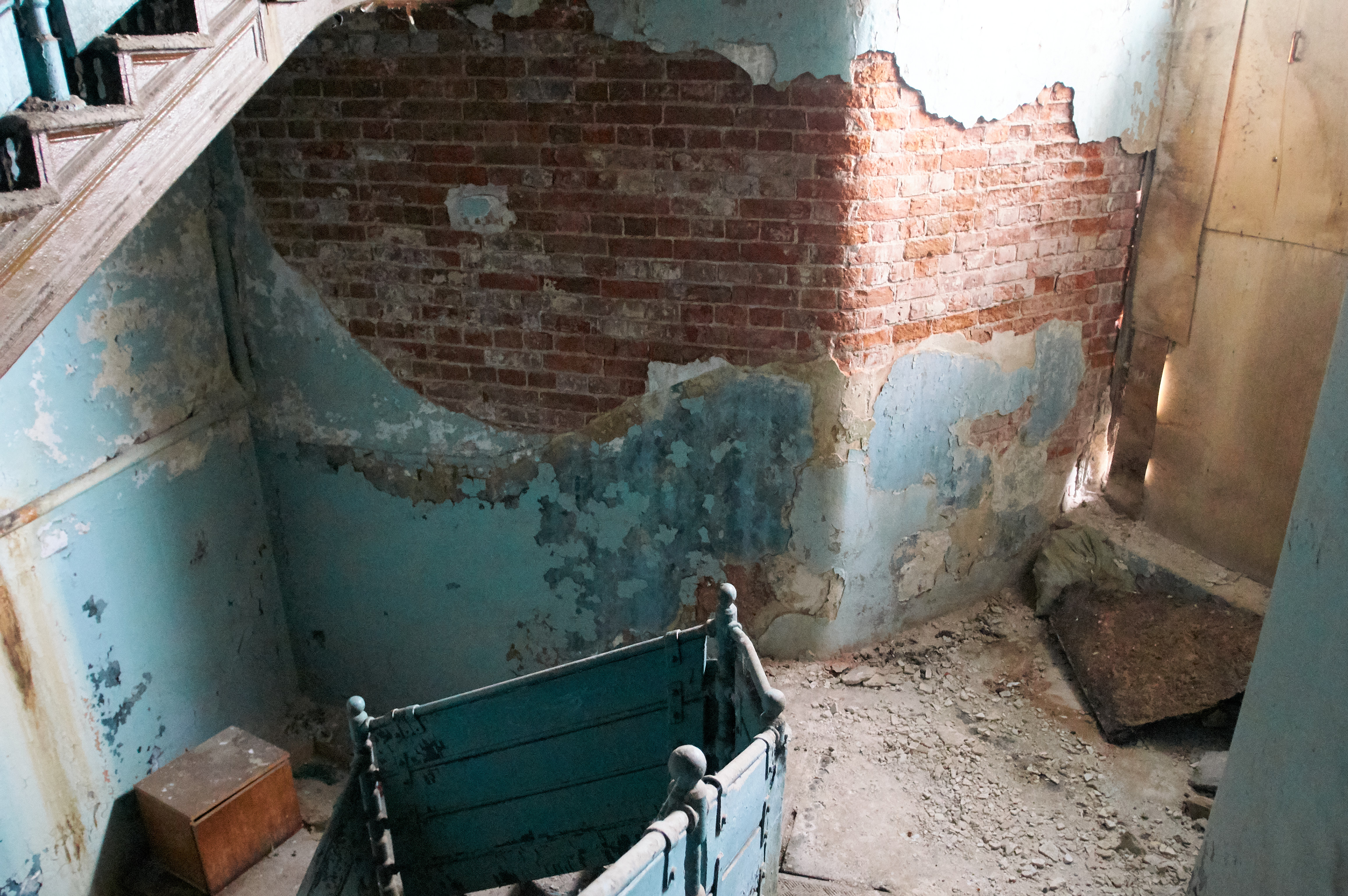
Un escalier délabré.

## Personnalité liée
Le romancier Boris Polevoï a grandi dans la cité et travaillé dans l’usine.